# 2020年8月11日香港和你Sing示威
2020年8月11日香港和你Sing示威是一件發生於2020年8月11日的反《國安法》和拘捕黎智英被捕的示威活動。

## 起因
8月10日，警方拘捕壹傳媒黎智英等人並搜查壹傳媒大樓後，網民於下一天（8月11日）傍晚6時半於多區發起「和你Sing」行動。

## 過程

### 中環ifc商場

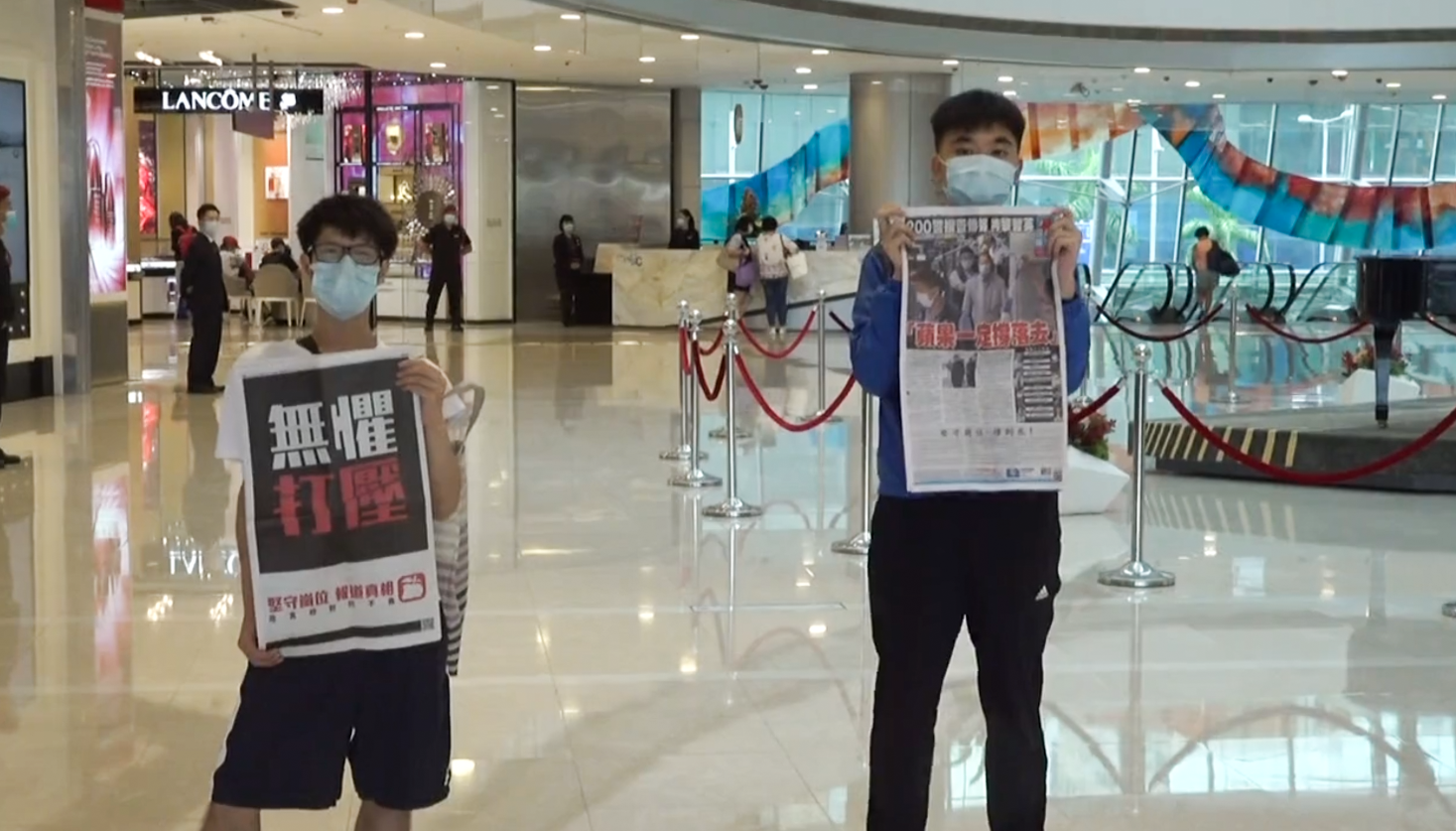
李國永和一名朋友在ifc商場中庭叫口號，並手持《蘋果日報》

下午5時，人稱「Lunch哥」的李國永和一名朋友在中庭叫口號，並手持《蘋果日報》。便衣警員在場監視。約35分鐘後，多名軍裝和便衣警員進入商場。警方指控他們和一名中年男子共三人違反限聚令而發告票。David表示自己不認識該名男子，各人均有保持足夠距離，而他至今已收了六張限聚令告票，表明不會交罰款。

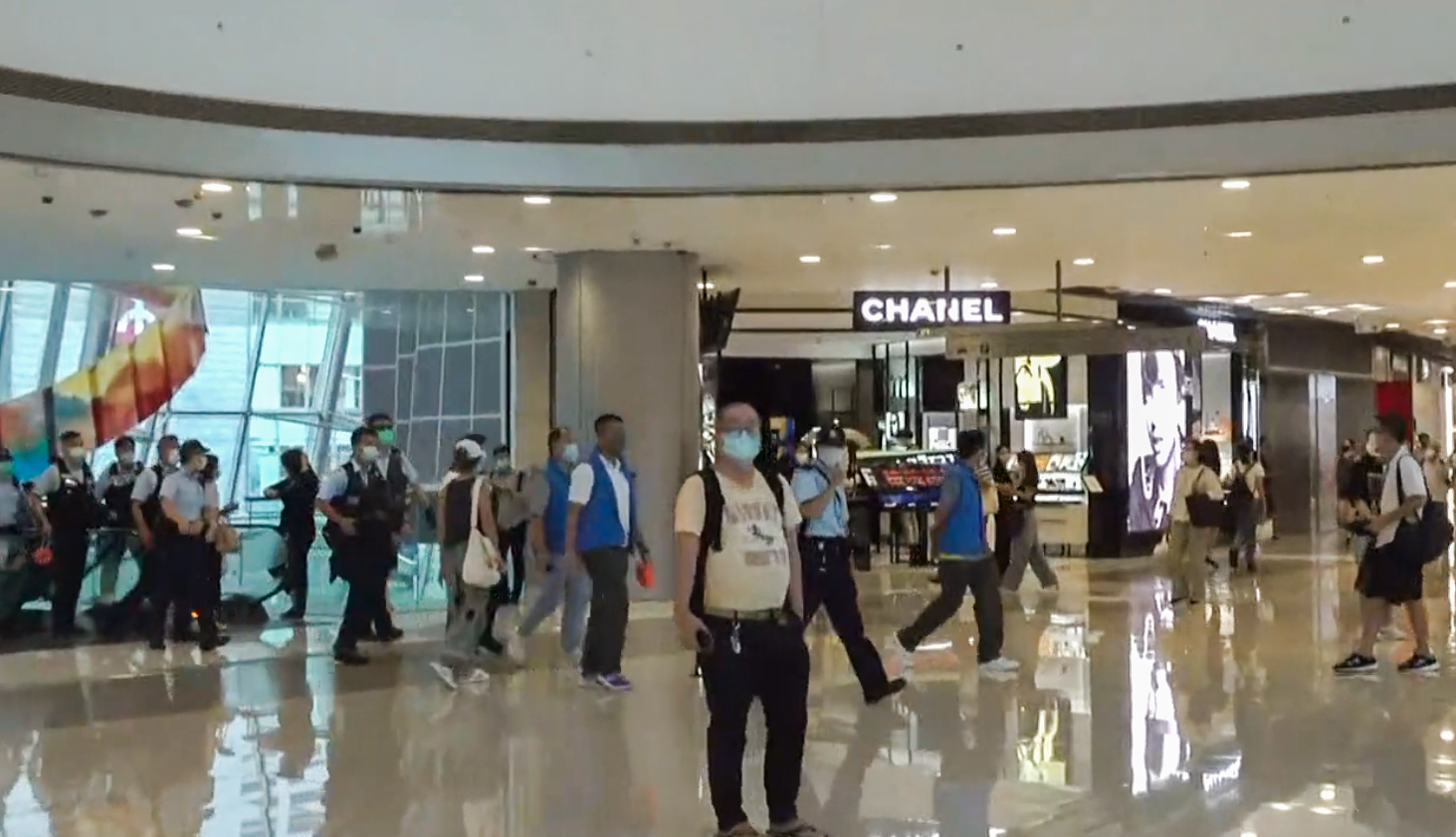
約35分鐘後，多名軍裝和便衣警員進入商場
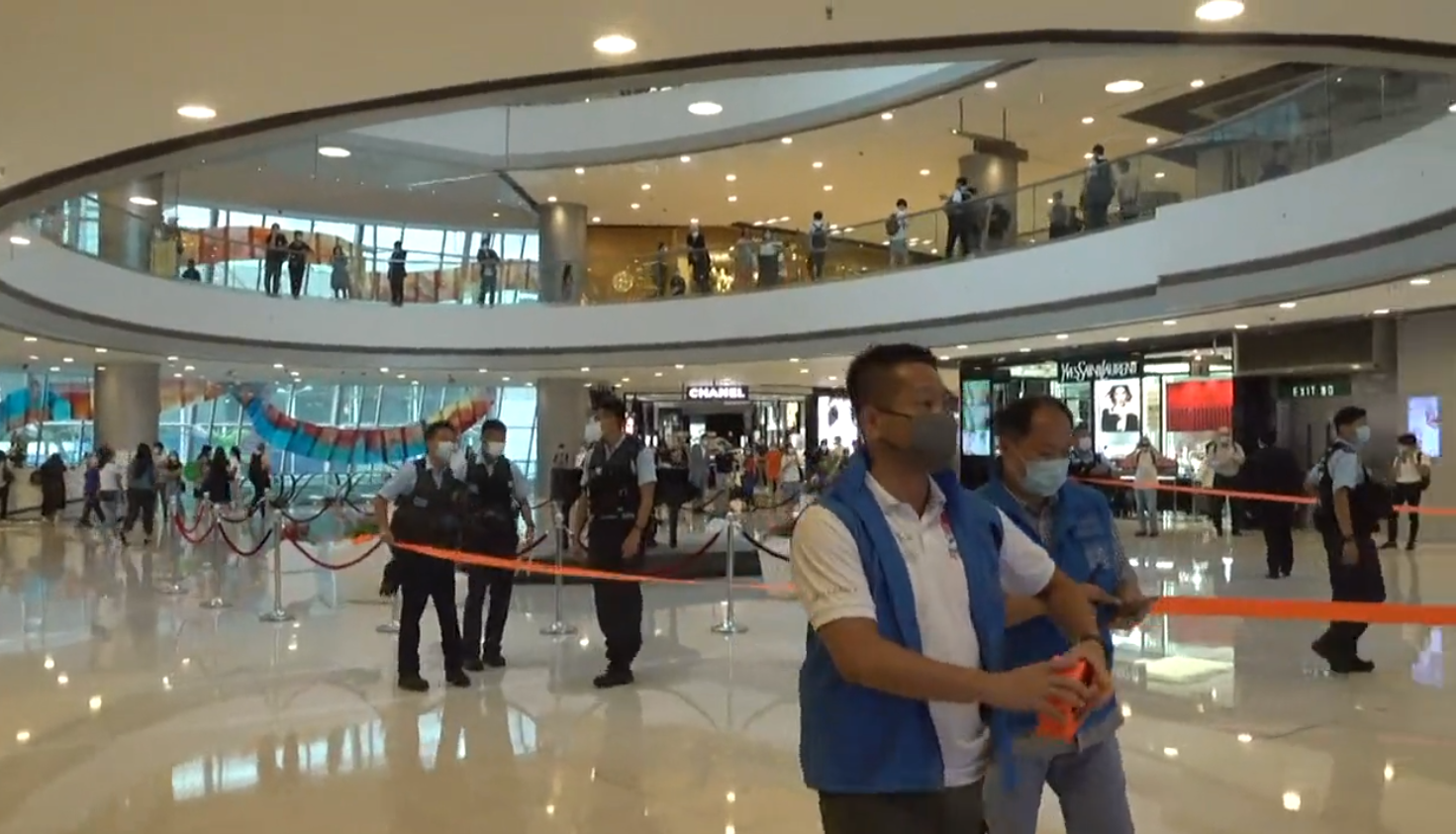
警員圍封中庭，並要求非記者人士離開
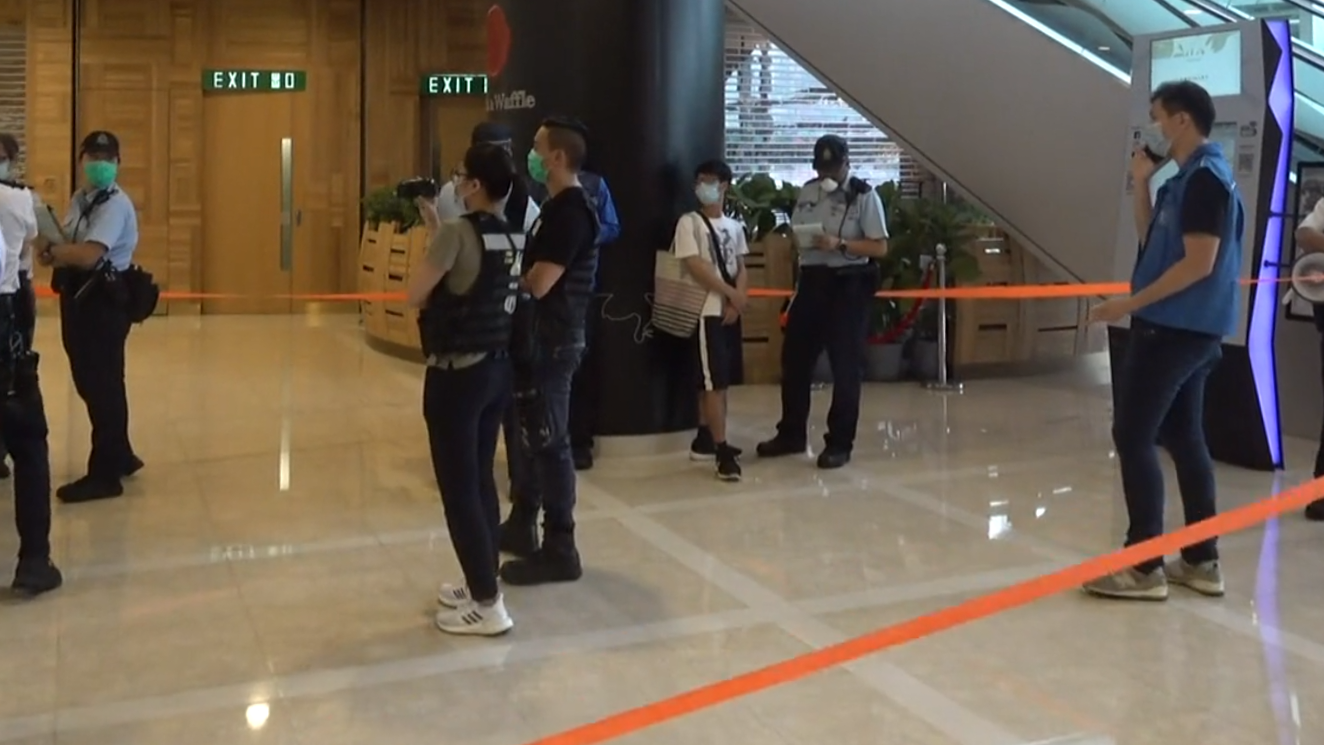
警方向參與者發出告票並截查
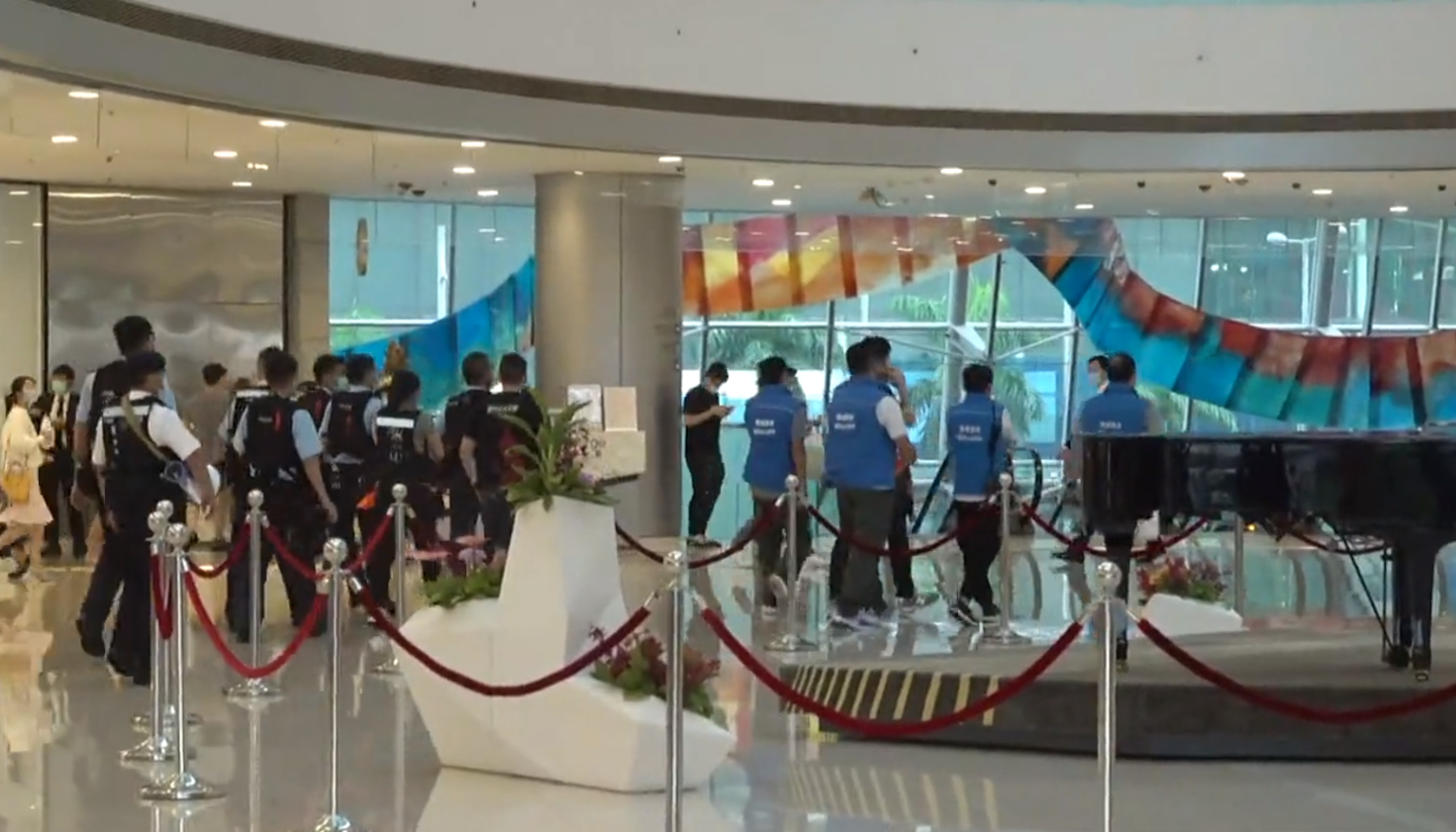
警員離開商場

### 銅鑼灣時代廣場

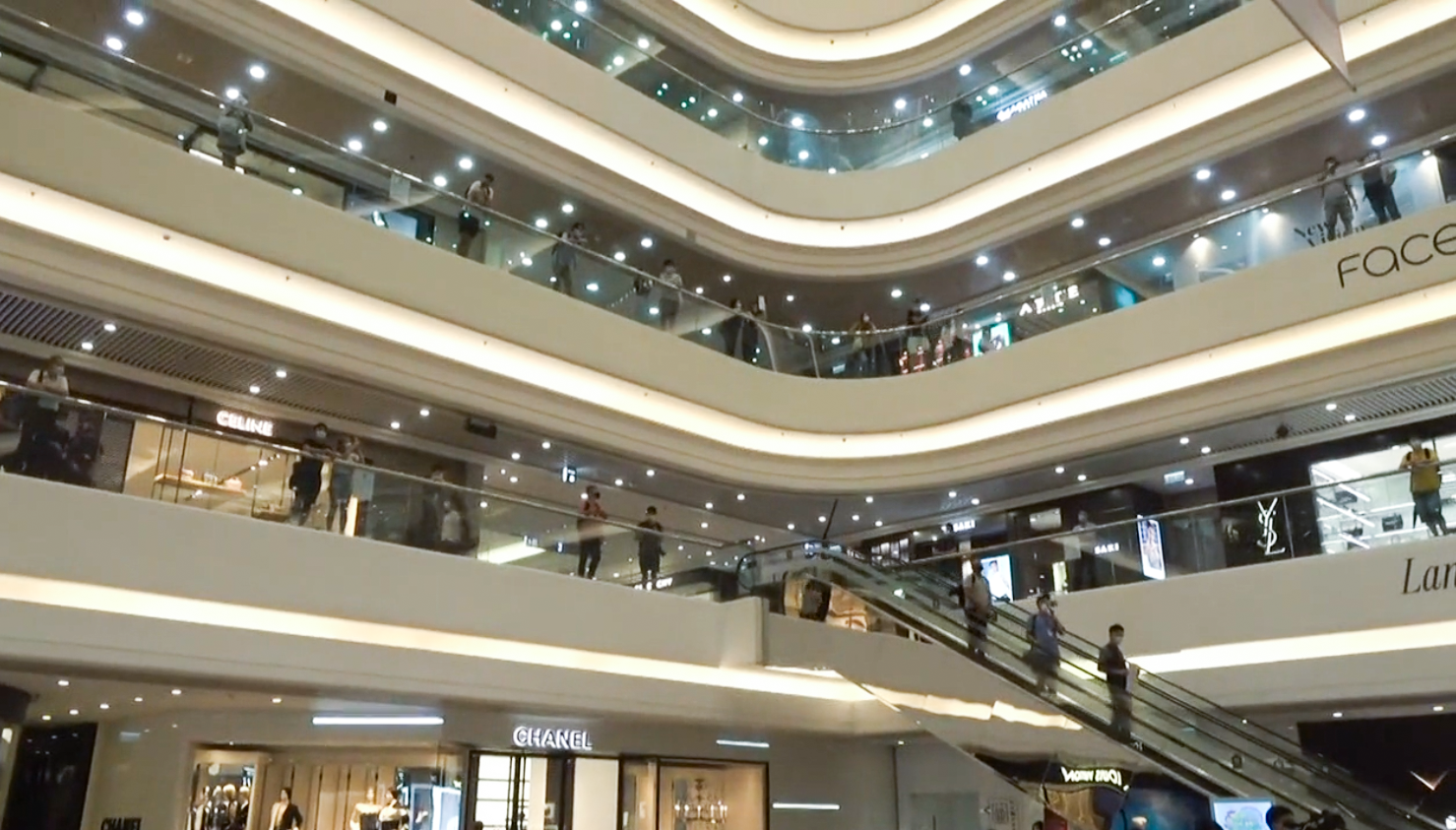
銅鑼灣時代廣場有近20人參與「和你sing」活動

6時40分起，銅鑼灣時代廣場高峯時有近20人響應「和你sing」活動，有示威者高叫「光復香港，時代革命」「五大訴求」等口號。場內有數名疑似便衣警員用攝錄機拍攝市民容貌。警方在活動前嚴陣怖防，多架警車分別停泊在時代廣場外和鵝頸橋底。數十名軍裝警員在時代廣場地面入口和崇光百貨一帶戒備，隨後返回車上。

### 旺角朗豪坊

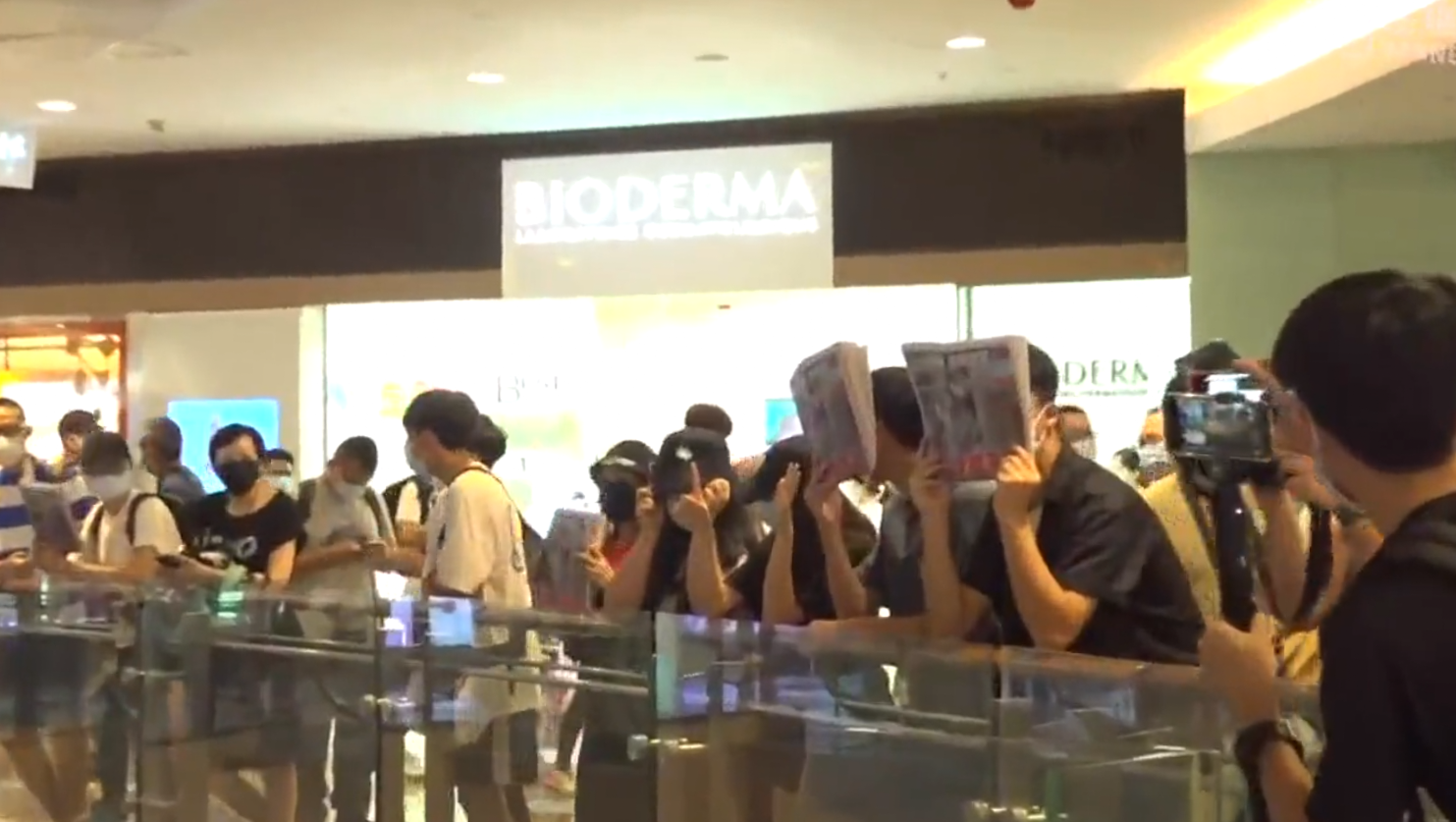
市民在朗豪坊商場1樓手持《蘋果日報》，並大叫「支持蘋果」口號

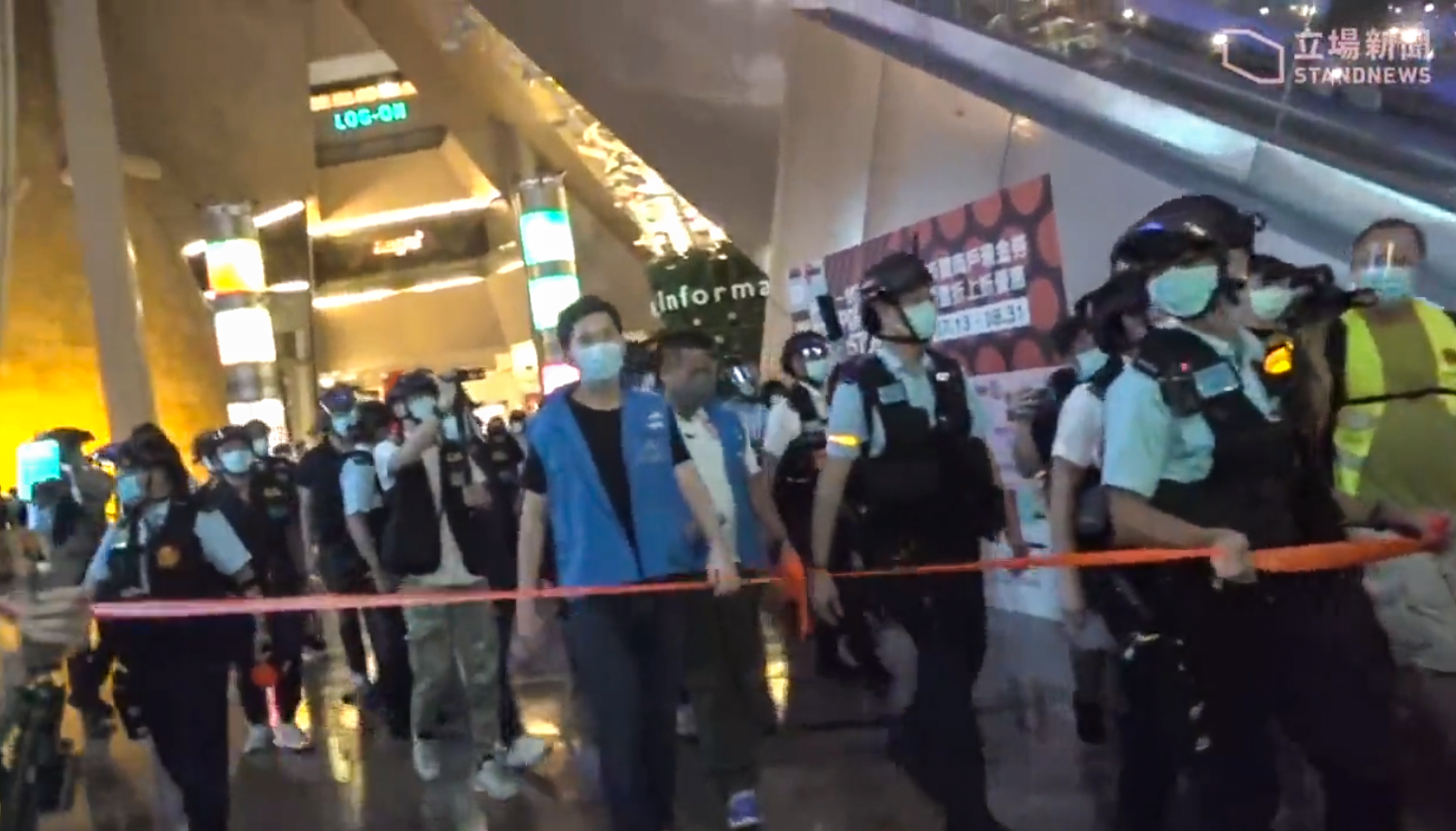
大批警員在朗豪坊4樓進行清場

傍晚，有市民手持《蘋果日報》，並大叫「支持蘋果」口號。示威者在朗豪坊1樓至3樓遊走、部分人以報紙遮臉、亦有人高舉「五大訴求、缺一不可」的手勢。
到晚上7時左右，大批軍裝警員、便衣警員進入朗豪坊商場，驅散聚集人群，警告違反最多2人的限聚令。到7時14分，有巿民高叫五大訴求口號，警方不斷廣播呼籲聚集人群在公眾地方保持社交距離，而1樓有8名男女被截查。10分鐘後，大批警員再次進入朗豪坊，廣播呼籲商場內市民保持1.5米距離，並將1樓至3樓範圍的逗留人士離開商場。7時48分，警方將所有記者趕離朗豪坊，並突然推進至雅蘭中心外。傳媒聯絡隊稱只有記協有登記人士才是記者。

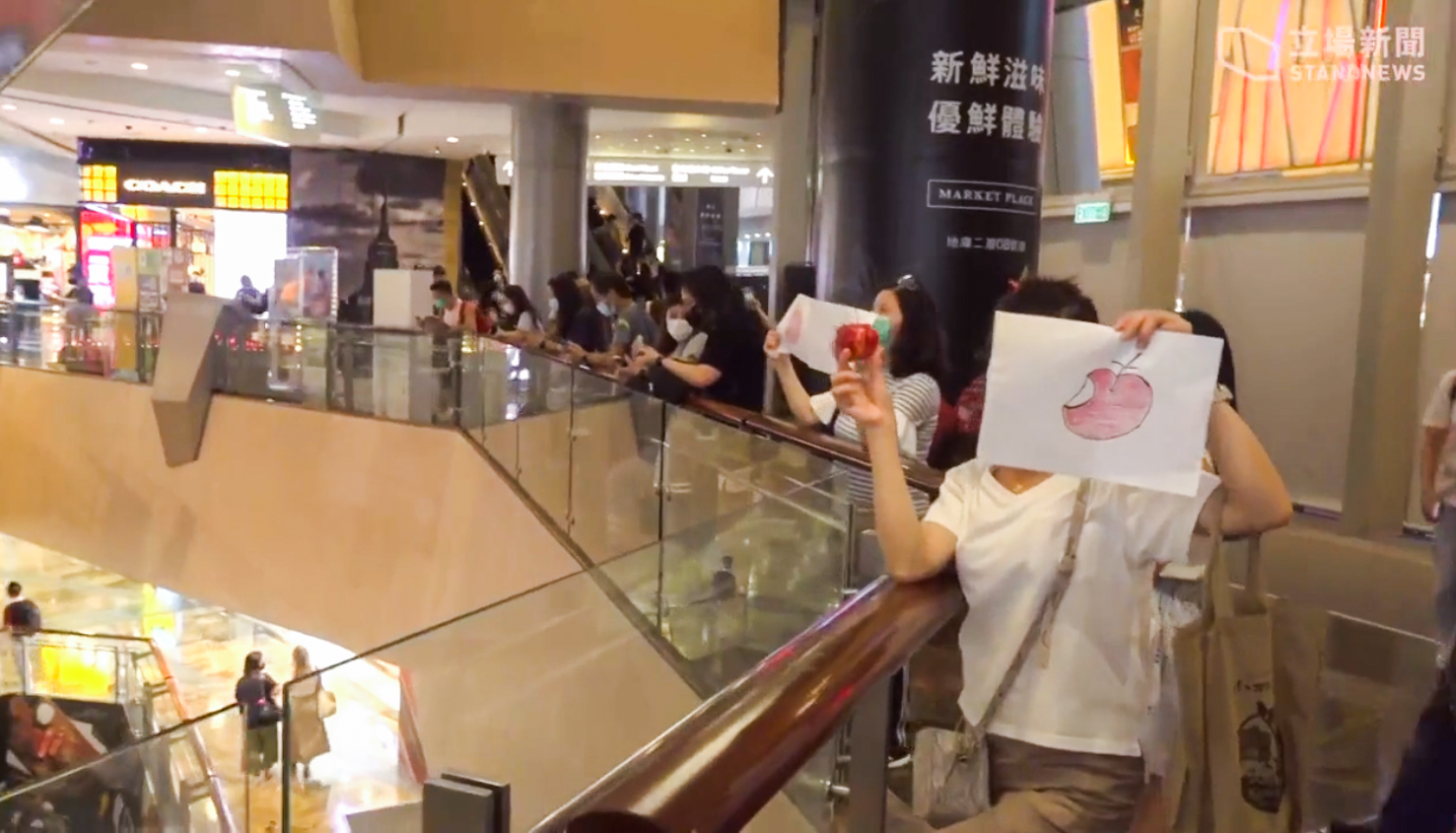
市民在朗豪坊商場地下示威
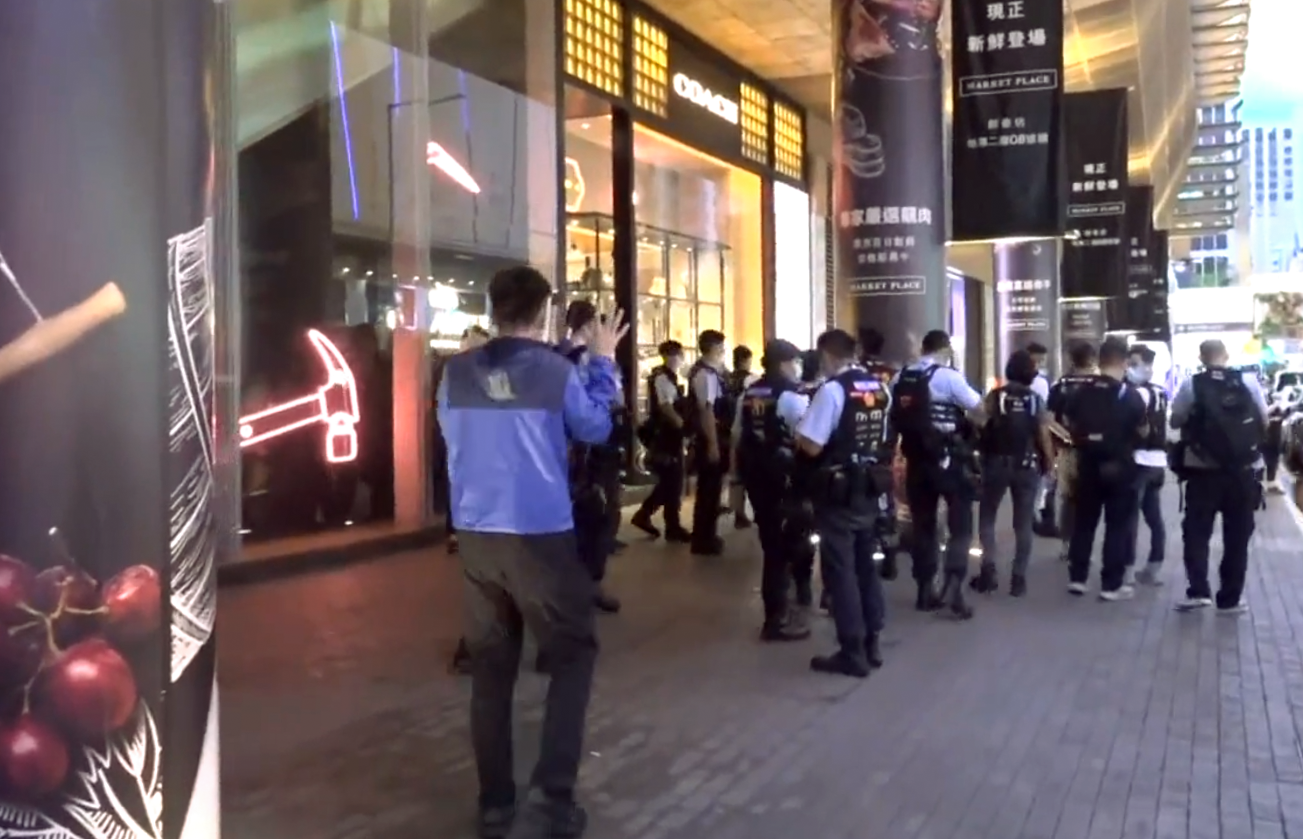
「Lunch 哥」的David在朗豪坊對出的砵蘭街
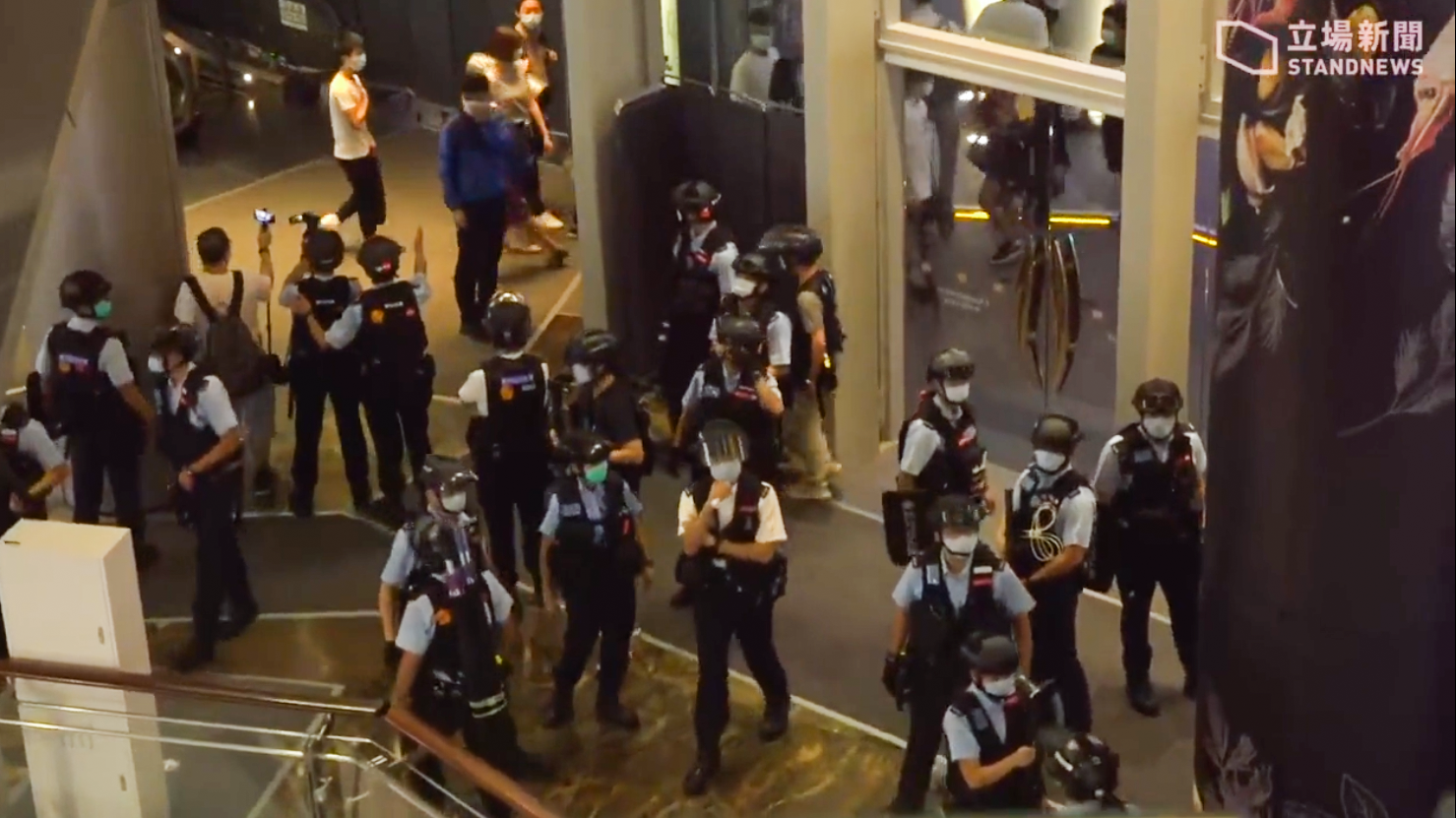
晚上7時左右，大批警員進入朗豪坊商場
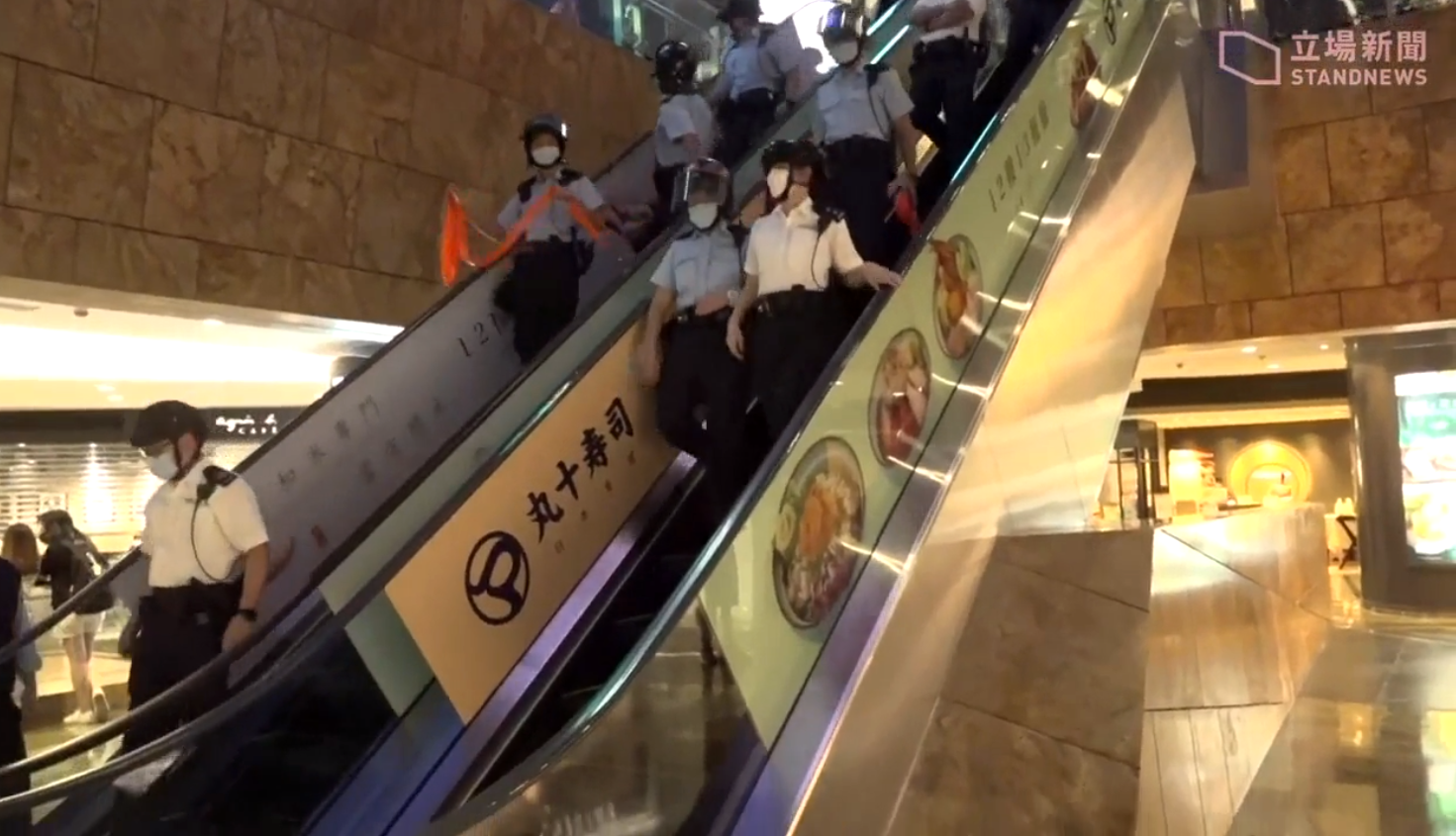
警員逐層清場
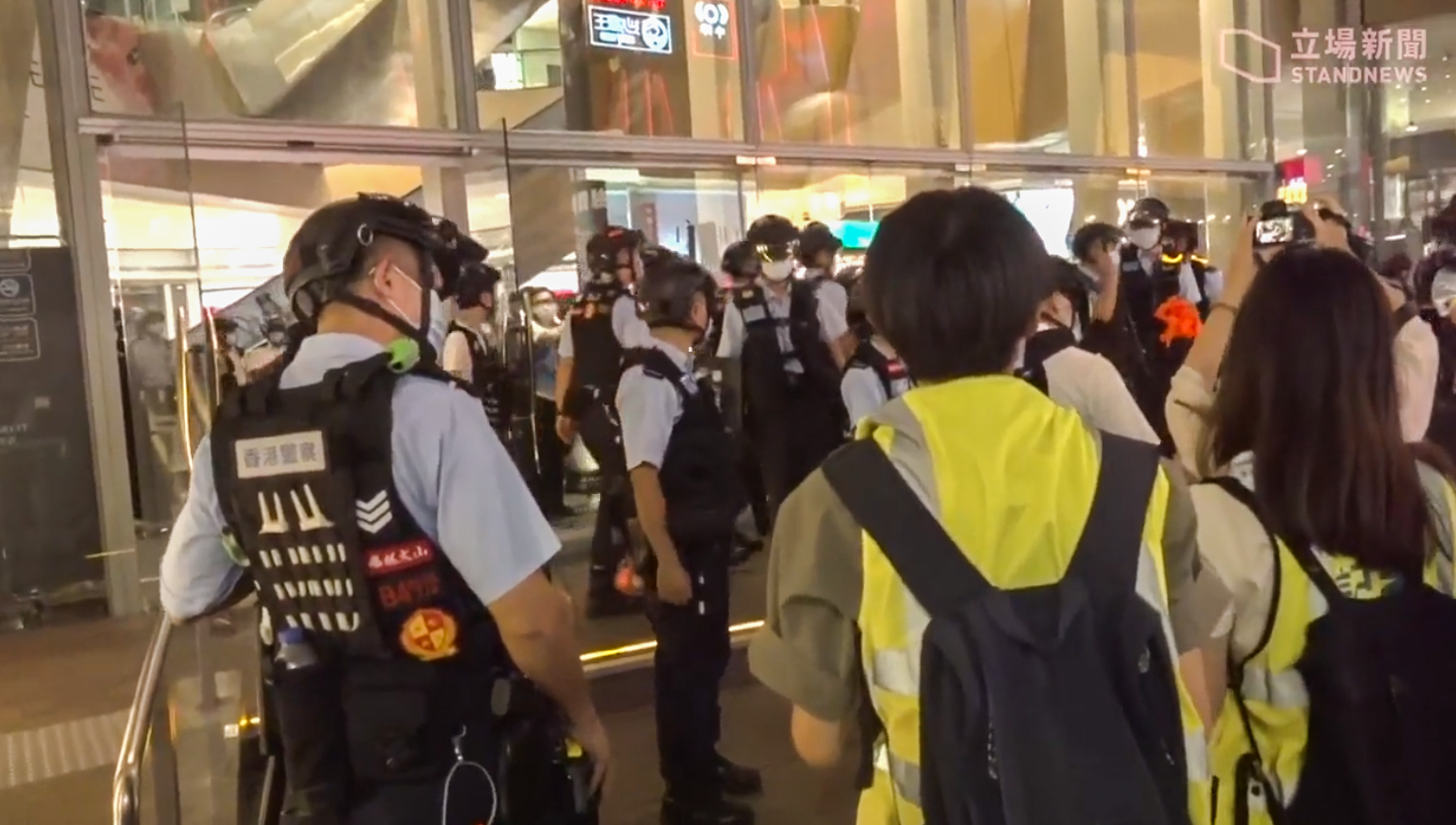
晚上7時48分，警方將所有記者趕離朗豪坊

#### 警方在街頭突然驅散市民 箍頸對待記者

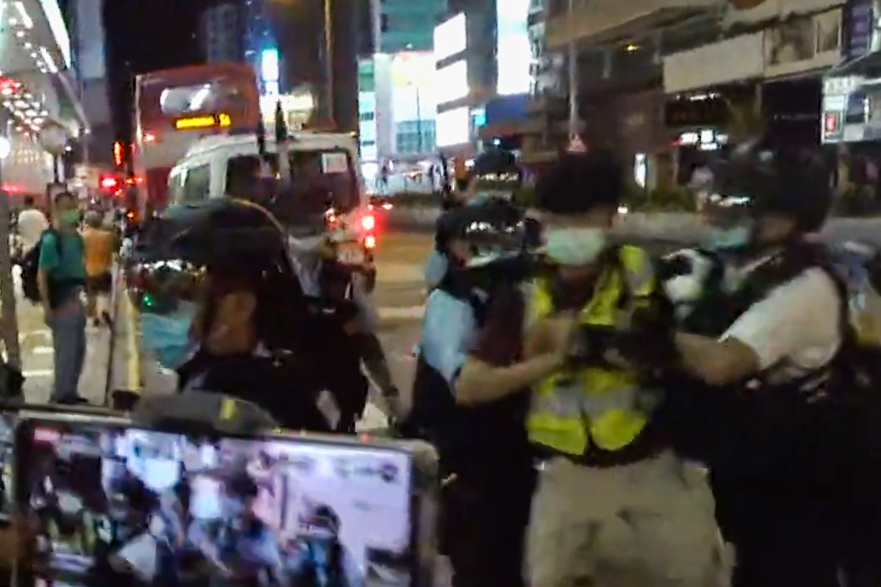
晚上9時42分，大批警員突然衝出彌敦道制服一名身穿白色衣服和手持相機的男子

到晚上8時，多名軍裝警員繼續在朗豪坊外戒備，有人被截查。而部分人逗留在雅蘭中心外，並高叫「光復香港 時代革命」等反修例口號口號和指罵警員。晚上8時40分，警員在朗豪坊對出的砵蘭街街尾舉起紫旗，大批警員從砵蘭街突然向前推進，跑入雅蘭中心外的港鐵站出口驅散人群，多名市民被截查。蘋果日報拍攝到一名小販的攤檔被白衫警員推冧，但未有解釋原因。而警員開咪警告現場市民「公眾地方行為不檢」
同一時間，傳媒聯絡隊亦包圍記者群截查，稱如沒有認可記者證、非受薪記者、非傳媒名單上的記者或非政府新聞處認可媒體的記者，將會發出限聚令告票。傳媒聯絡隊警員指「一個都唔畀走！」，更以「過嚟郁我吖！」挑釁記者。其後逐一致電網媒所工作的機構，核實記者身分。有網媒記者質疑，有網媒記者展示社團牌後獲放行，惟他展示社團牌後卻不獲放行，警方回應稱他並非「on the list」。警方指鑑於衛生問題，建議於較空曠地方採訪。現場至少14名網媒記者涉違反限聚令而被票控，包括「實時新聞」和「娛賓」等。
到9時42分，大批警員突然衝出彌敦道，箍頸制服一名身穿白色衣服和手持相機的男子約10秒，之後壓在地上。另一批警員則衝出馬路制服一名身穿記者背心和手持相機的男子，並在按到在地拖行，記者手肘及膝頭受傷。事後表示警方借限聚令打壓新聞自由，用武力傷害記者。其後數名記者也被推進封鎖線內，多名記者到晚上10時30才獲放行。而旺角港鐵站E1出口外有人被截查，「新聞自由」手寫海報亦遭警員撕走。
9時55分，在砵蘭街的士司機懷疑不滿警方行動阻路，而與一批警員指罵。警方指司機懷並非駕駛，而是正在拍攝，多次要求他下車及警告他切勿開車。男子離開車廂，與警方理論，其間懷疑不適突然倒臥地上。有救護員到場為他戴上頸箍，司機送院治理。另外，有長期病患的男子表示當時已感到頭痛不適，並要求叫救護車和出示覆診便條和醫生處方藥物，但警方一直拒絕，到最後獲得放行後仍沒有救護車到達。他表示獨自經過，批評警方截查期間態度惡劣，做法不合理。

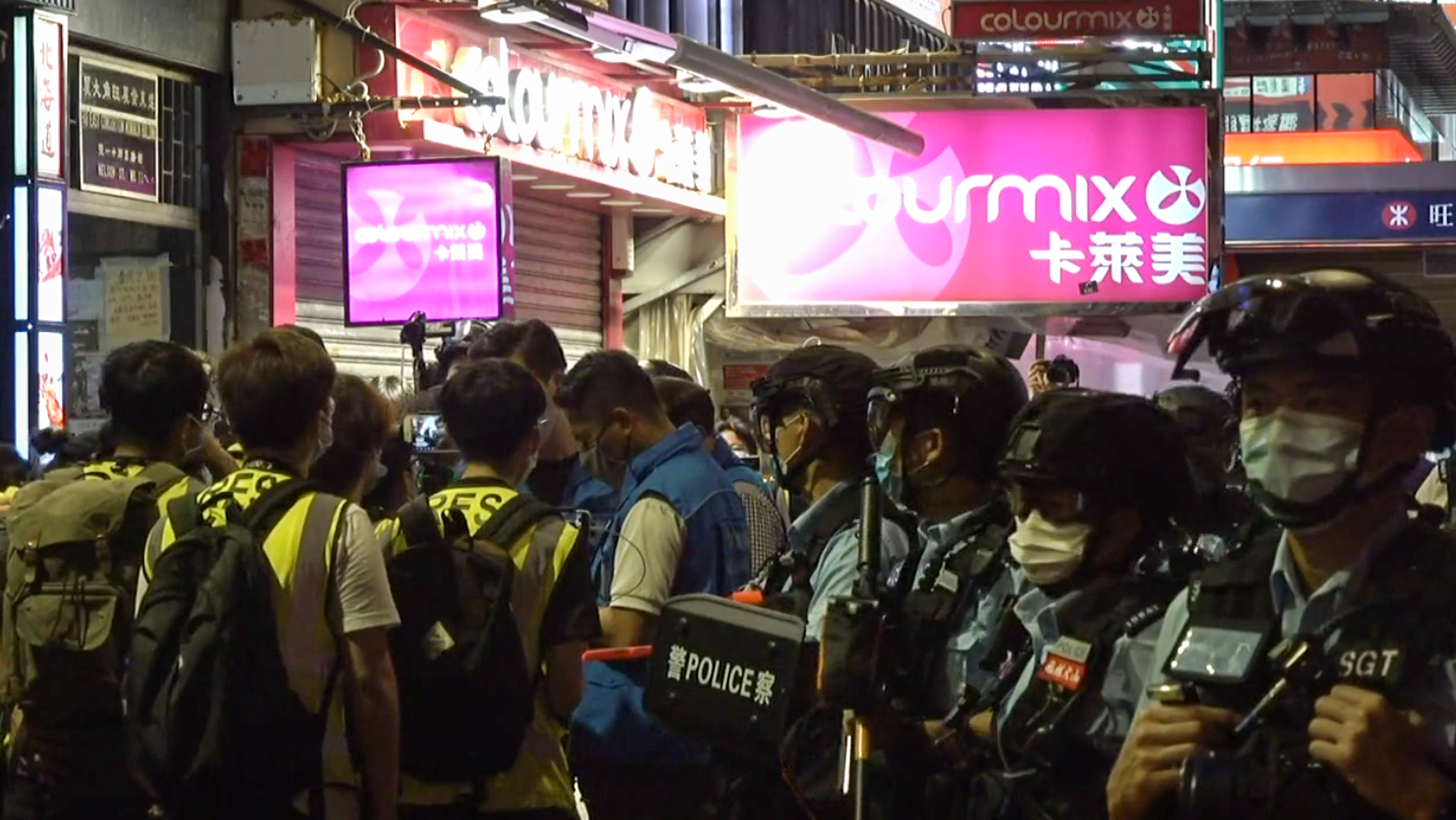
傳媒聯絡隊包圍多名記者截查，稱如沒有認可記者證、非受薪記者、非傳媒名單上的記者或非政府新聞處認可媒體的記者，將會發出限聚令告票
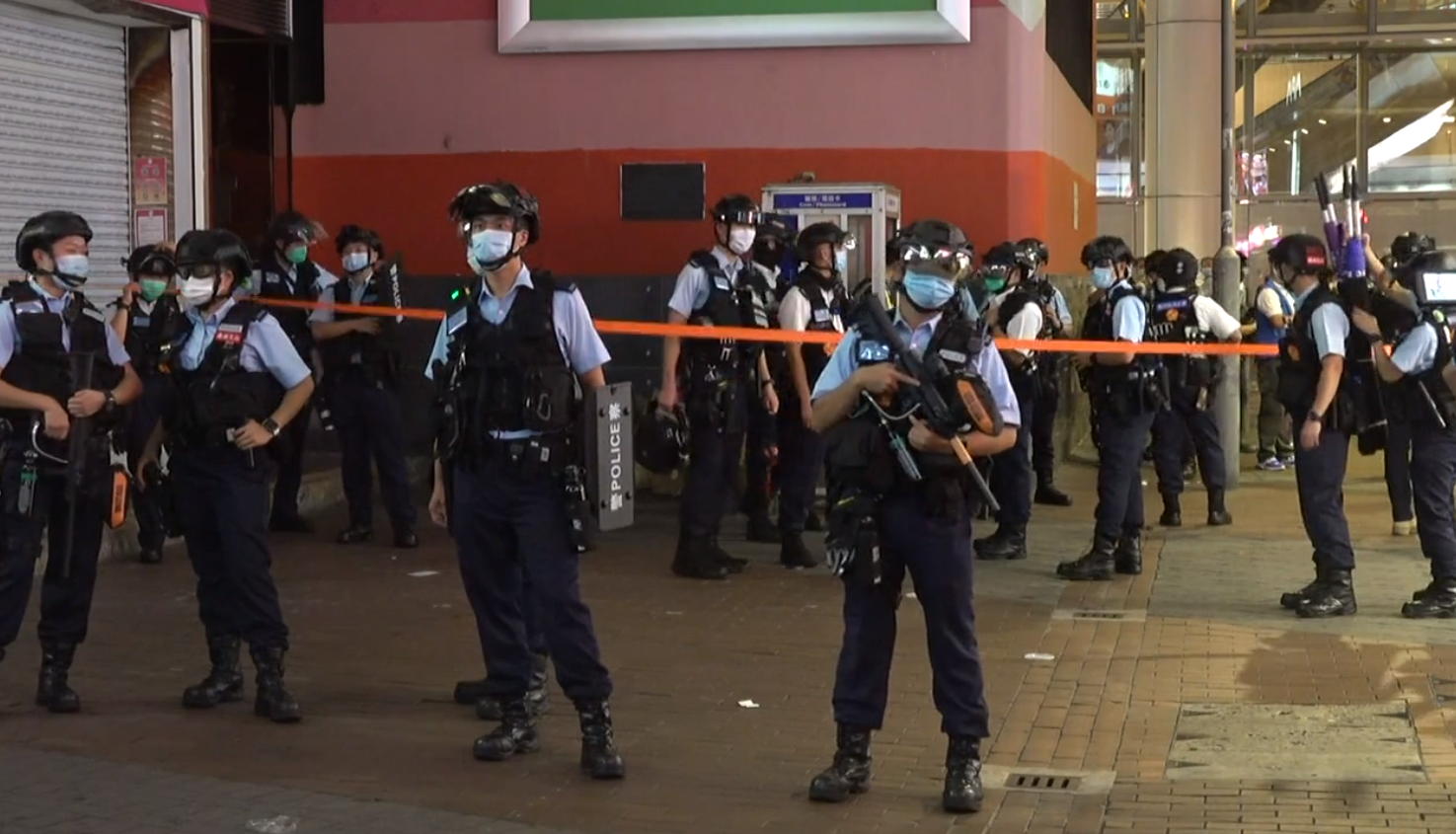
警員在雅蘭中心外的港鐵站出口一帶設封鎖線
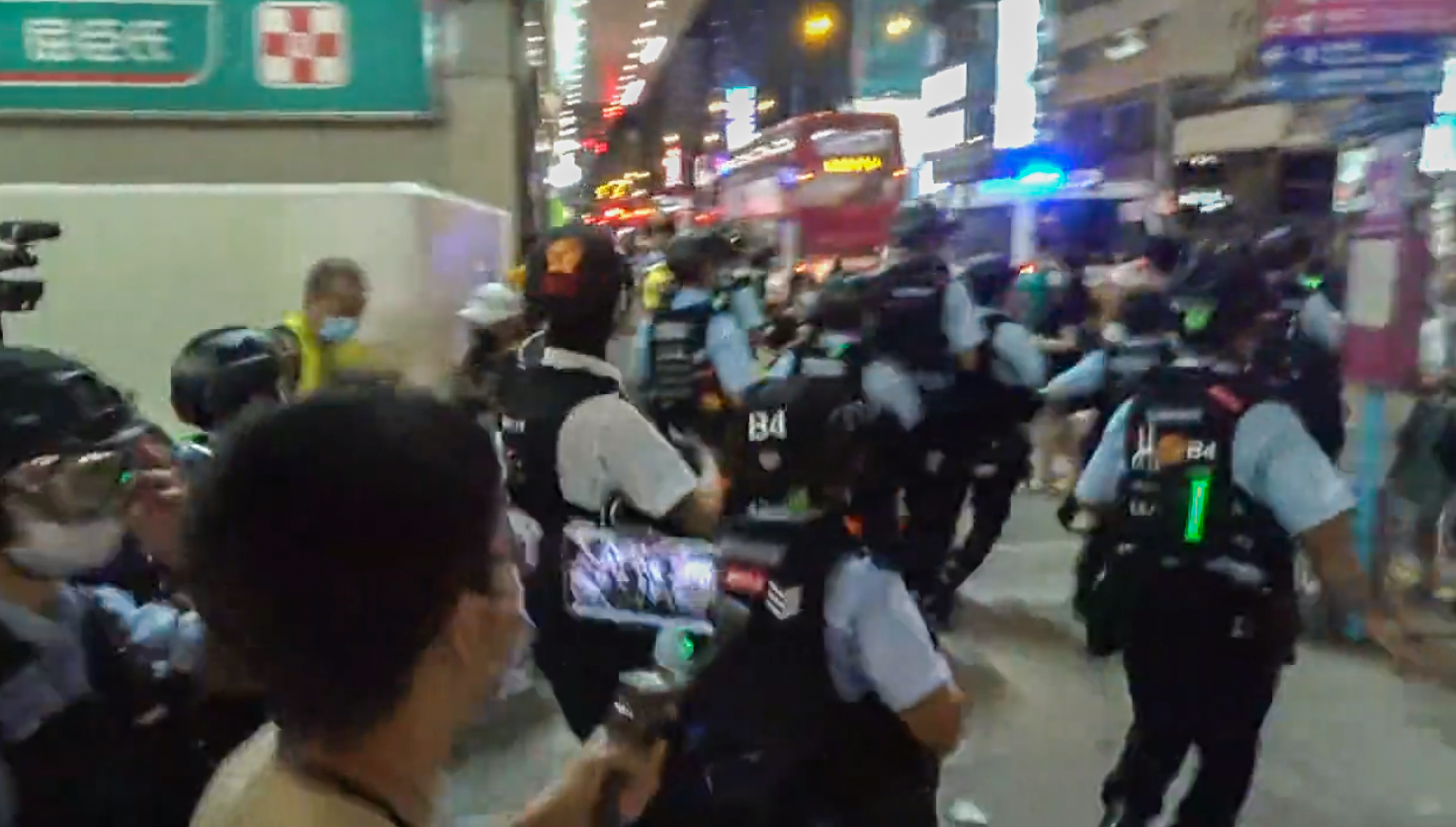
晚上9時42分，大批警員突然衝出彌敦道
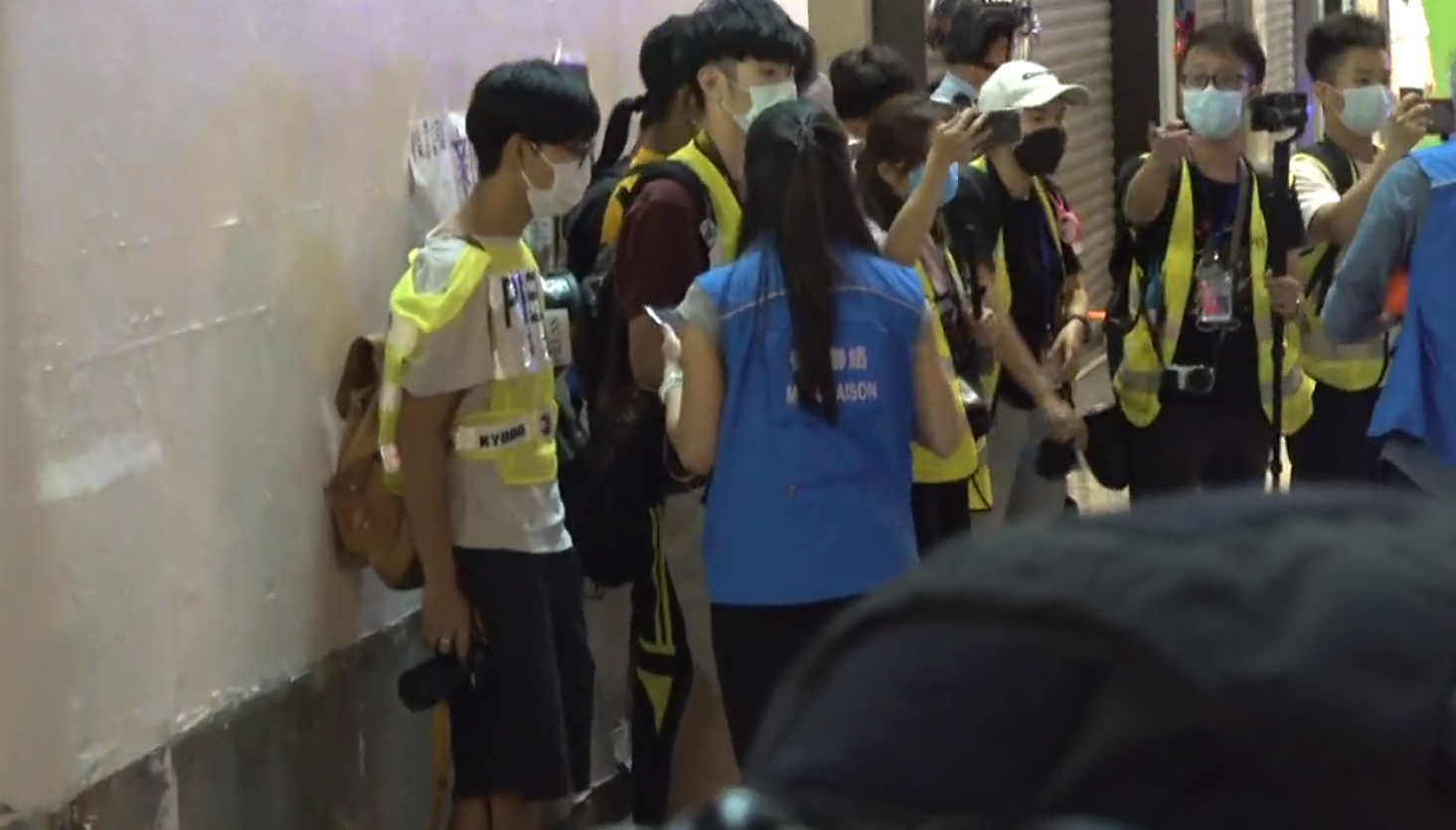
另一批記者被截查
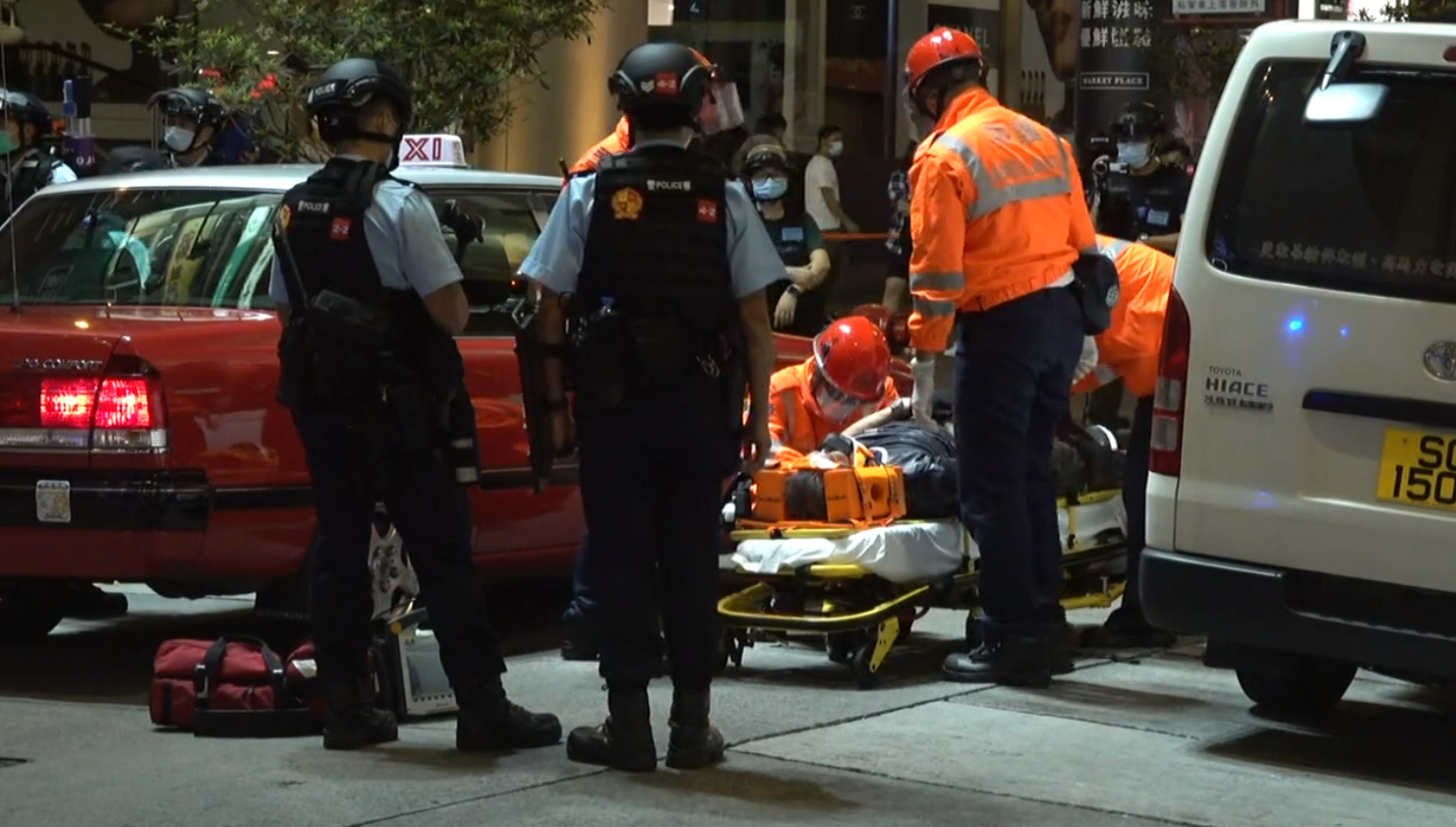
砵蘭街的士司機懷疑不滿警方行動阻路，其間懷疑不適突然倒臥地上。救護員到場為他戴上頸箍，司機送院治理

### 沙田新城市廣場

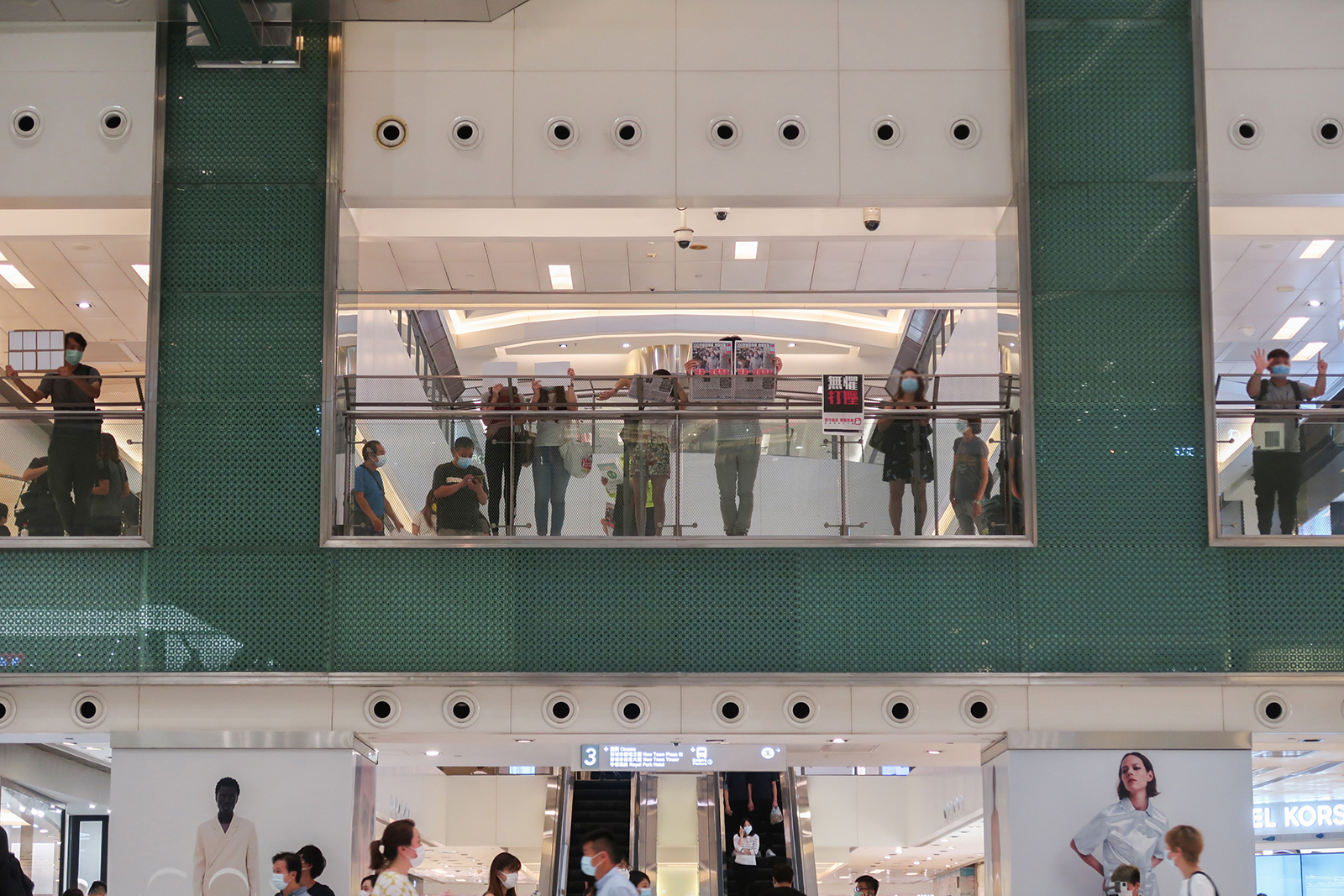
市民在中庭4樓高舉白紙及《蘋果日報》

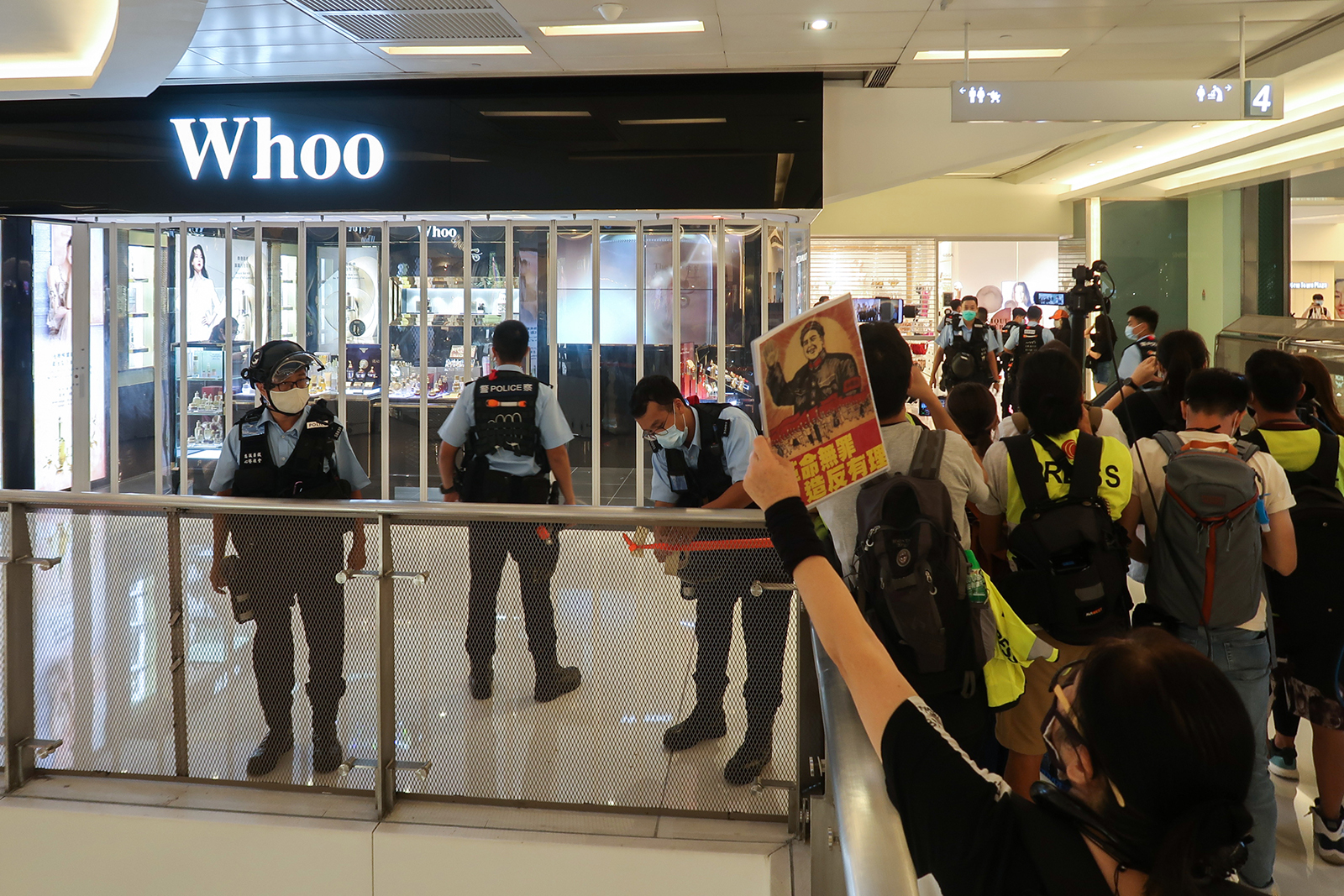
警員在4樓截查市民期間，有市民向警員舉牌表達不滿

活動開始前，來自機動部隊的軍裝警員已經在沙田大會堂百步梯和沙田站一帶佈防，並截查身穿黑衣的路過市民和記者。晚上7時30分，市民在中庭4樓高舉白紙及《蘋果日報》，並高叫「光復香港，時代革命」、「香港獨立，唯一出路」、「五大訴求，缺一不可」等口號。到晚上近7時，有持胡椒球槍的軍裝警員先後三次進入商場驅散和拘捕市民，並逐層拉起封鎖線和包圍多名市民進行截查，帶走至少3人。其中一人為身穿急救員裝束的男子，警方指他早前因其他案件被通緝；另一人為沙田區議員丘文俊的義工。近50名警員在晚上8時43分，第三次進入商場清場期間，更一度圍封3樓中庭範圍的正進行拍攝的10多名記者，以在場有「假記者」和懷疑黃色背心人士會藏有攻擊性武器，襲擊警員為由，要求逐一截查，核對記者證和登記身份證後才能離開，引起記者不滿。一名督察更喝罵現場記者，部分記者更被要求證明是受薪員工和合約證明。而現場有7名巿民被指違反限聚令而發告票。

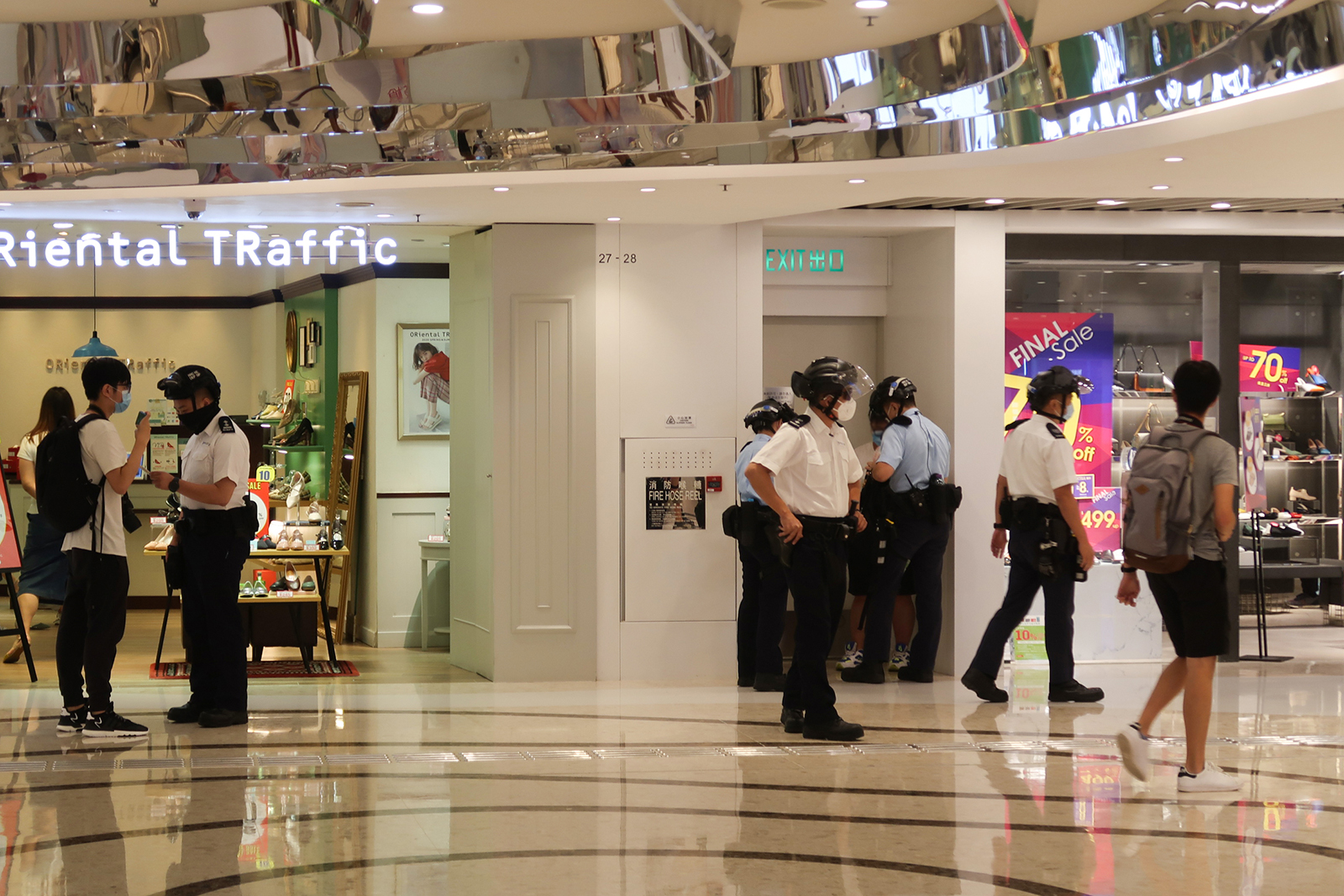
警員在連城廣場截查記者
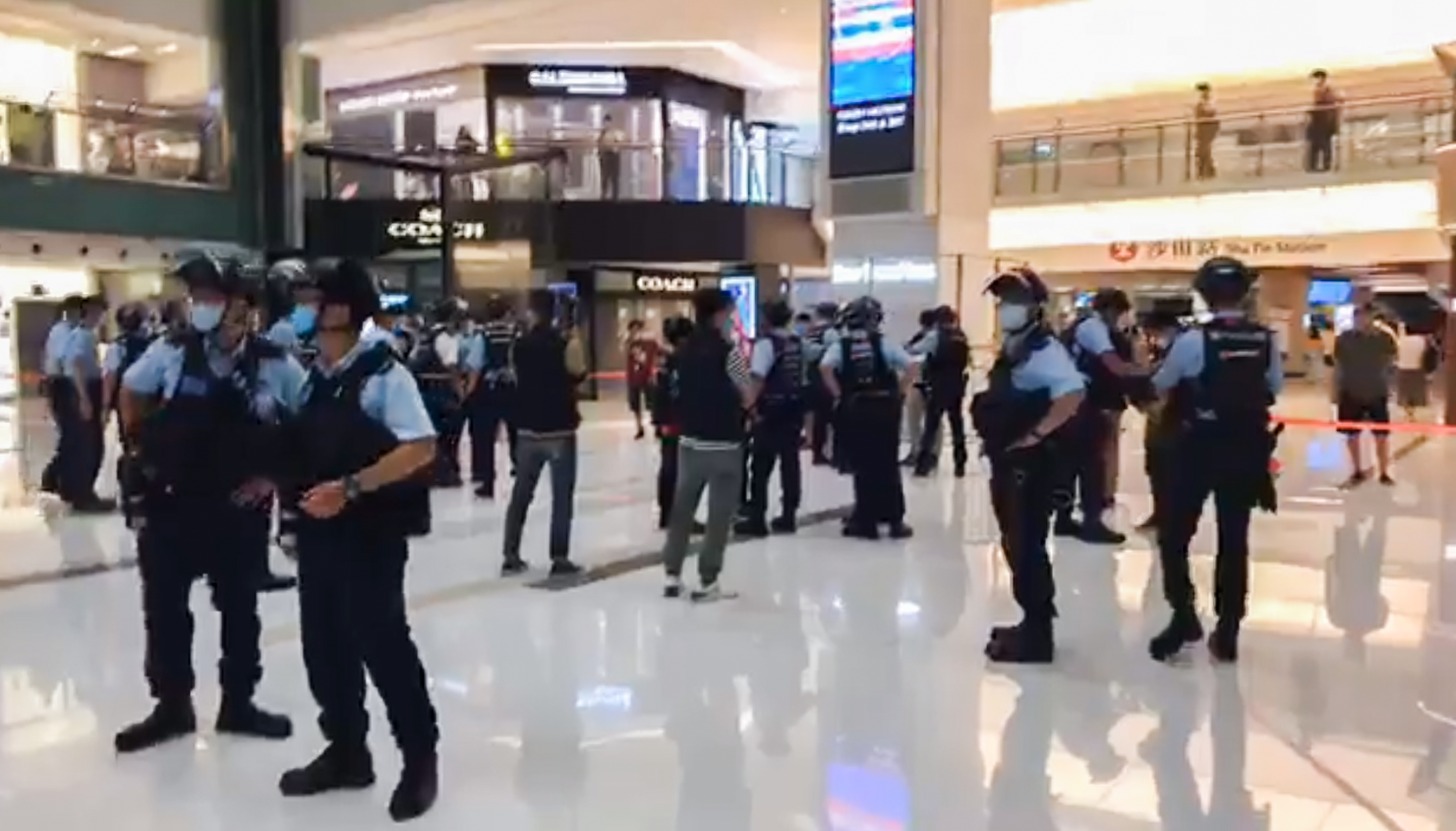
晚上8時43分，大批軍裝警員第三次進入商場清場
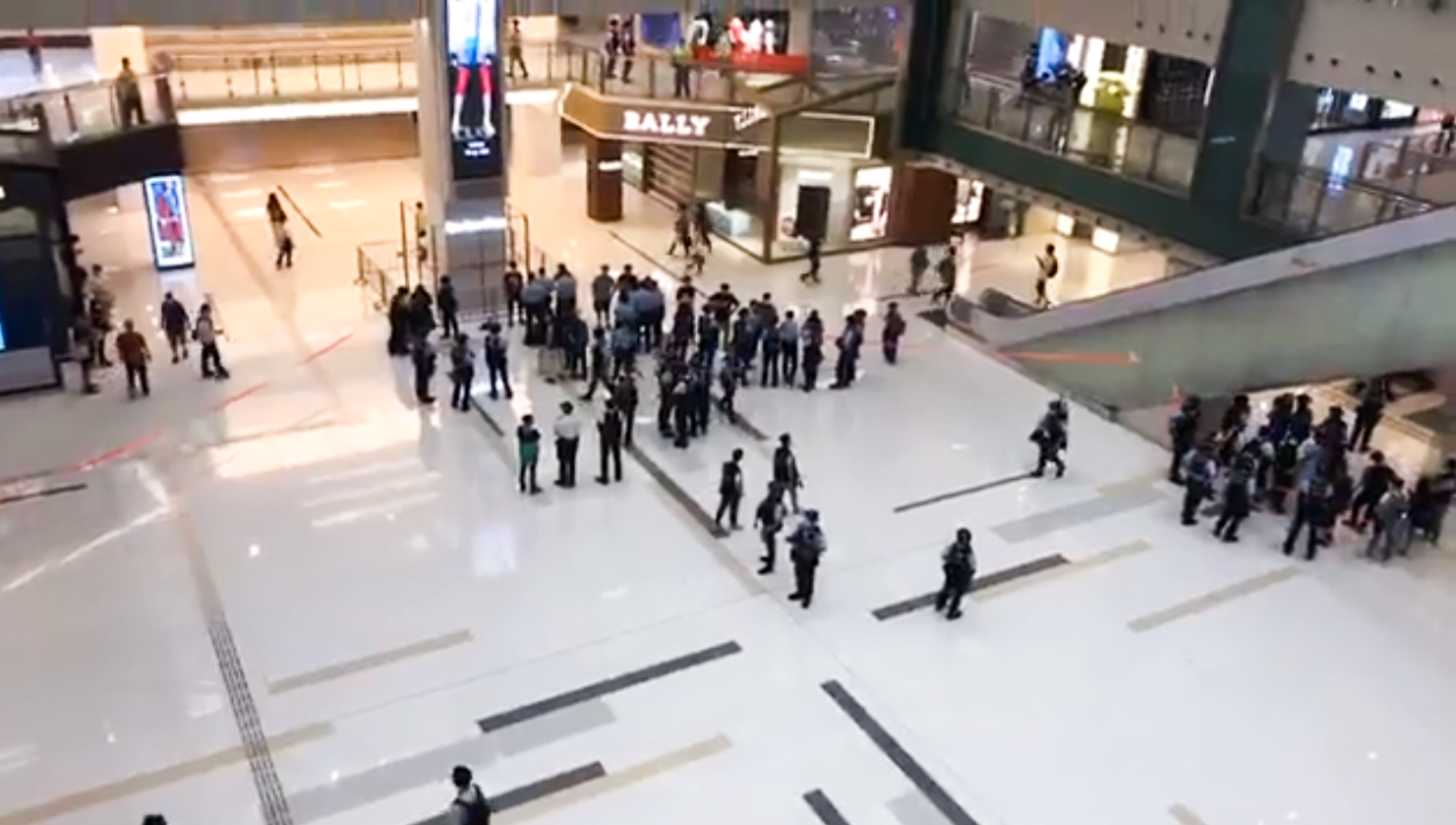
警員圍封中庭範圍，右方有多名記者被截查
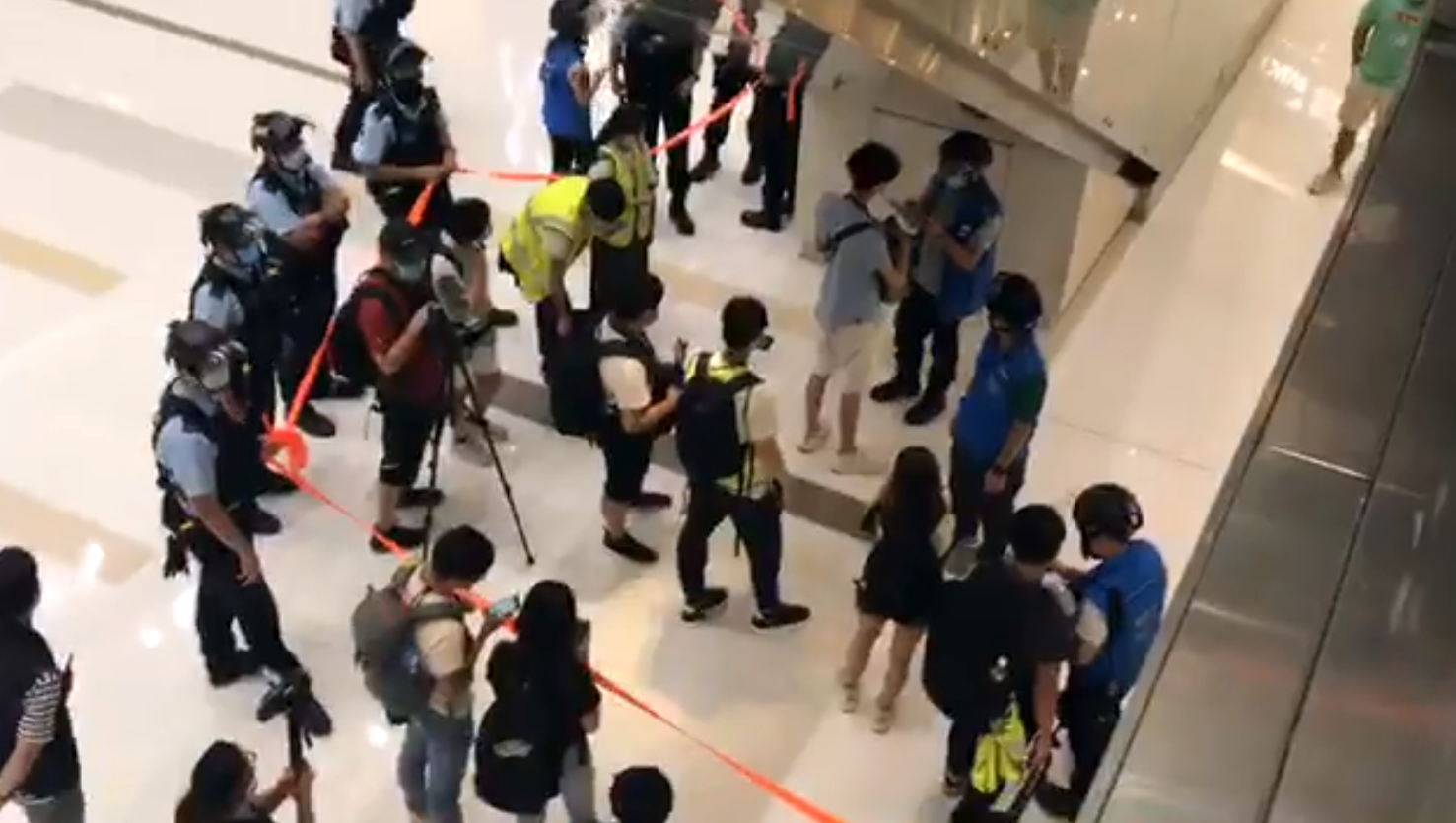
多名記者被逐一截查，不能離開採訪
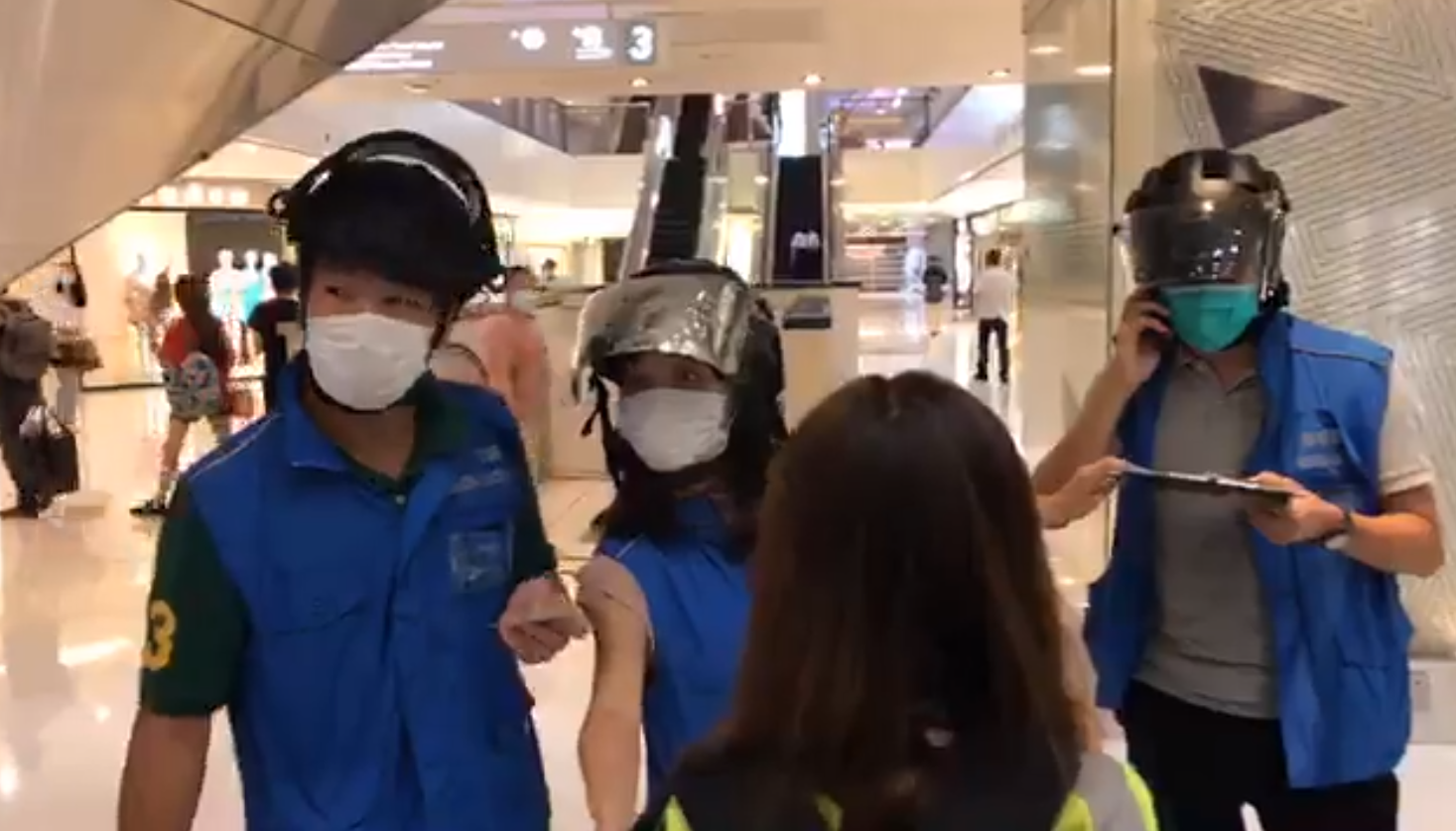
記者對不能離開採訪感到不滿
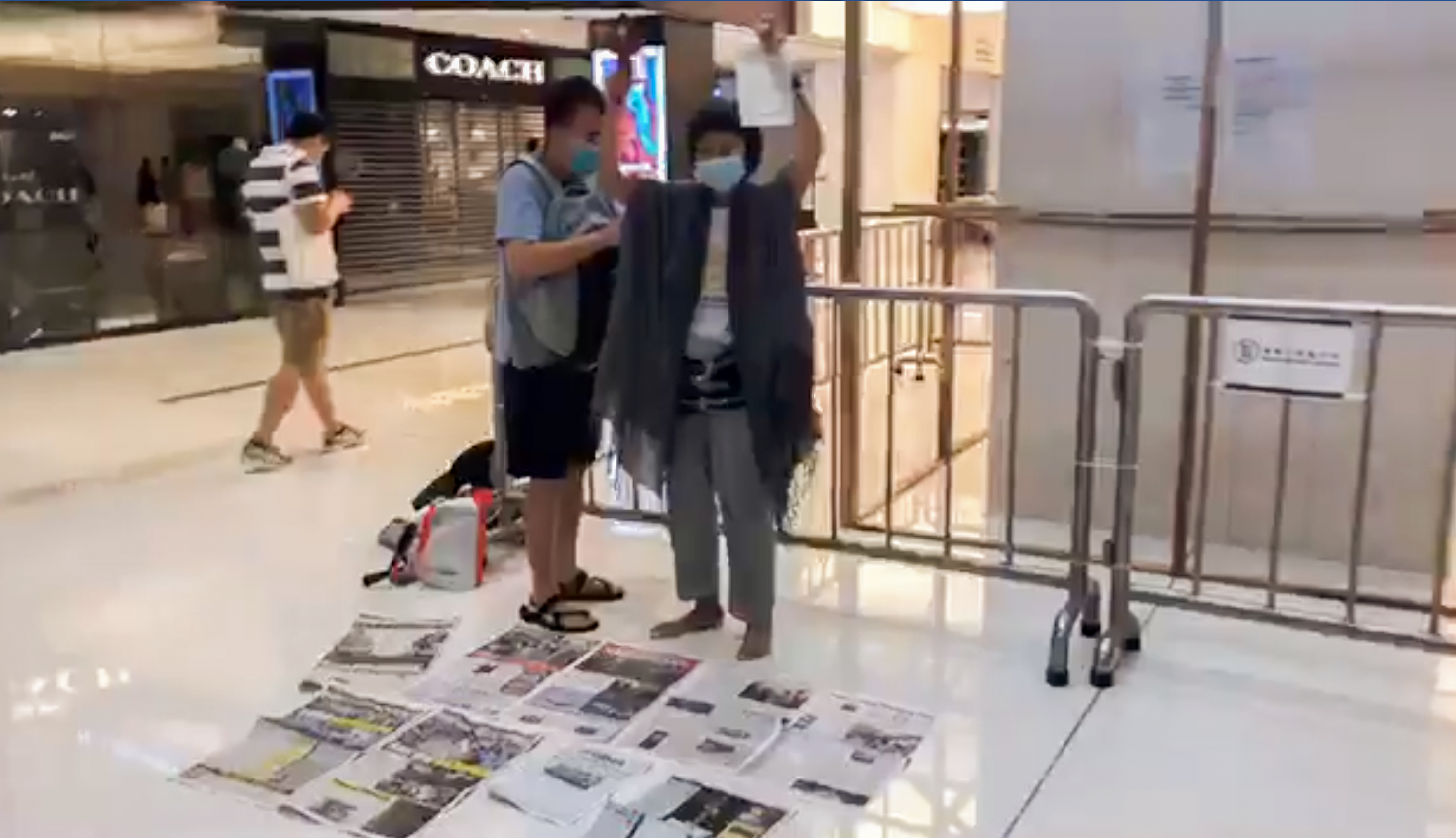
警員離開商場後，有市民繼續逗留抗議

### 屯門市廣場

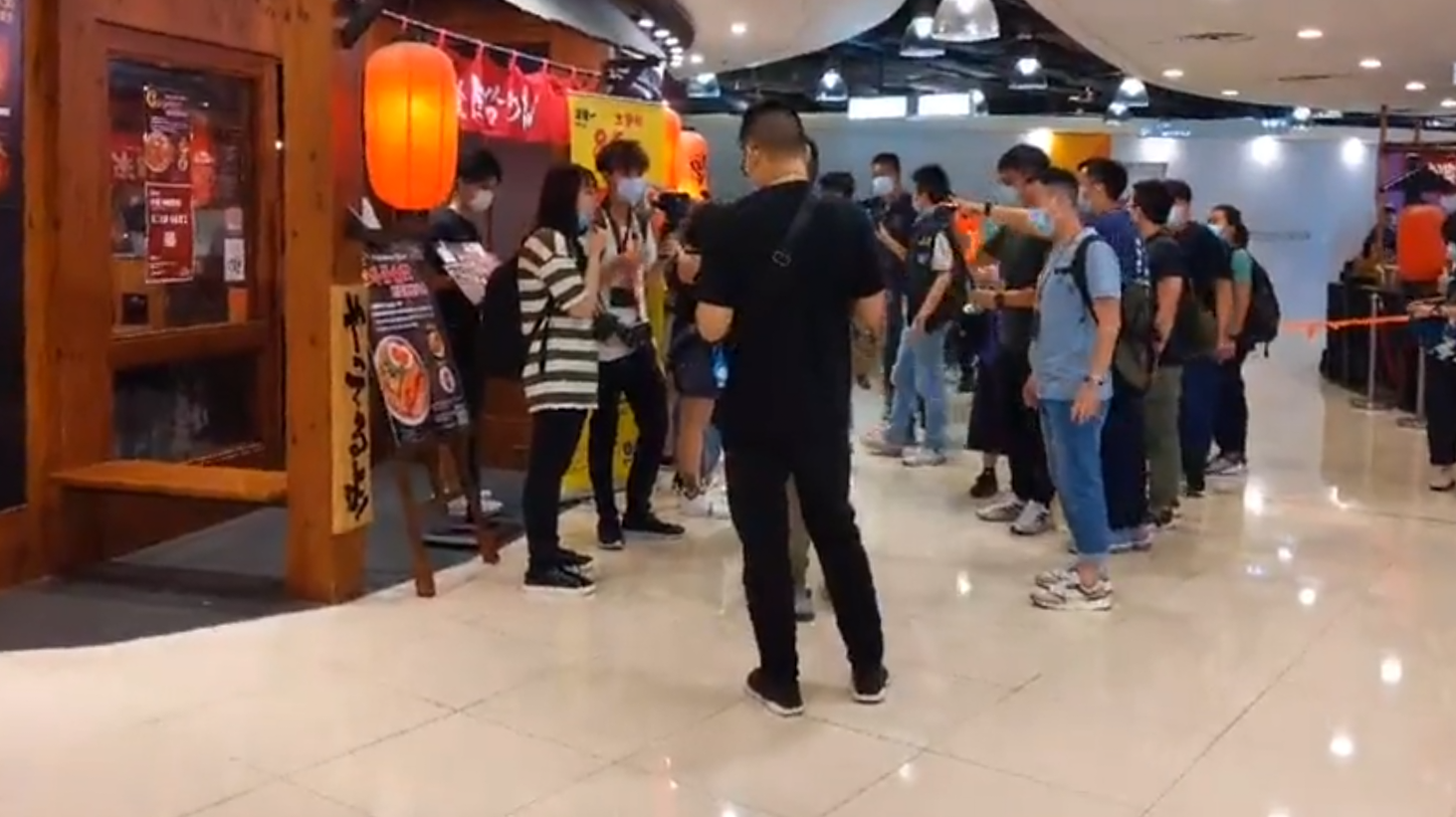
10多名便衣警員在屯門市廣場3樓餐廳外包圍記者進行截查

傍晚6時起，商場內外已經有大批警員駐守，要求在場記者出示記者證及身份證並進行登記，同時提醒記者不應觸犯限聚令。到晚上7時，陸續有巿民在中庭舉起《蘋果日報》和白紙，當區區議員也舉起蘋果標誌，以表達警方大舉搜查蘋果大樓的不滿，期間有市民唱《願榮光歸香港》及舉起「五一」手勢。接近晚上8時，近20名便衣警員進入商場拉起封鎖線，並拍攝在場市民，要求市民及記者散開。屯門區議員甄霈霖一度被搜查，同一時間，警員要求現場記者出示記者證，有記者遞上證件後，警員表示：「哦，呢間交過手。」不過一分鐘後，卻突然圍起封鎖線，斥責記者沒有離開，並要求往樓下2樓。而現場有兩名市民與警方發生口角，一名女市民斥警方在場感到不安全，警員以「你唔犯法咪安全。」回應。另一男市民反駁：「你哋犯法最多！」。其後商場2樓及3樓只有警方、店舖職員及少量記者在場。一名義務急救員截查後因搜出一把醫療用的剪刀而被捕，警方指他為被通緝人士。到晚上8時半左右，在場巿民陸續散去，警方亦離開商場。

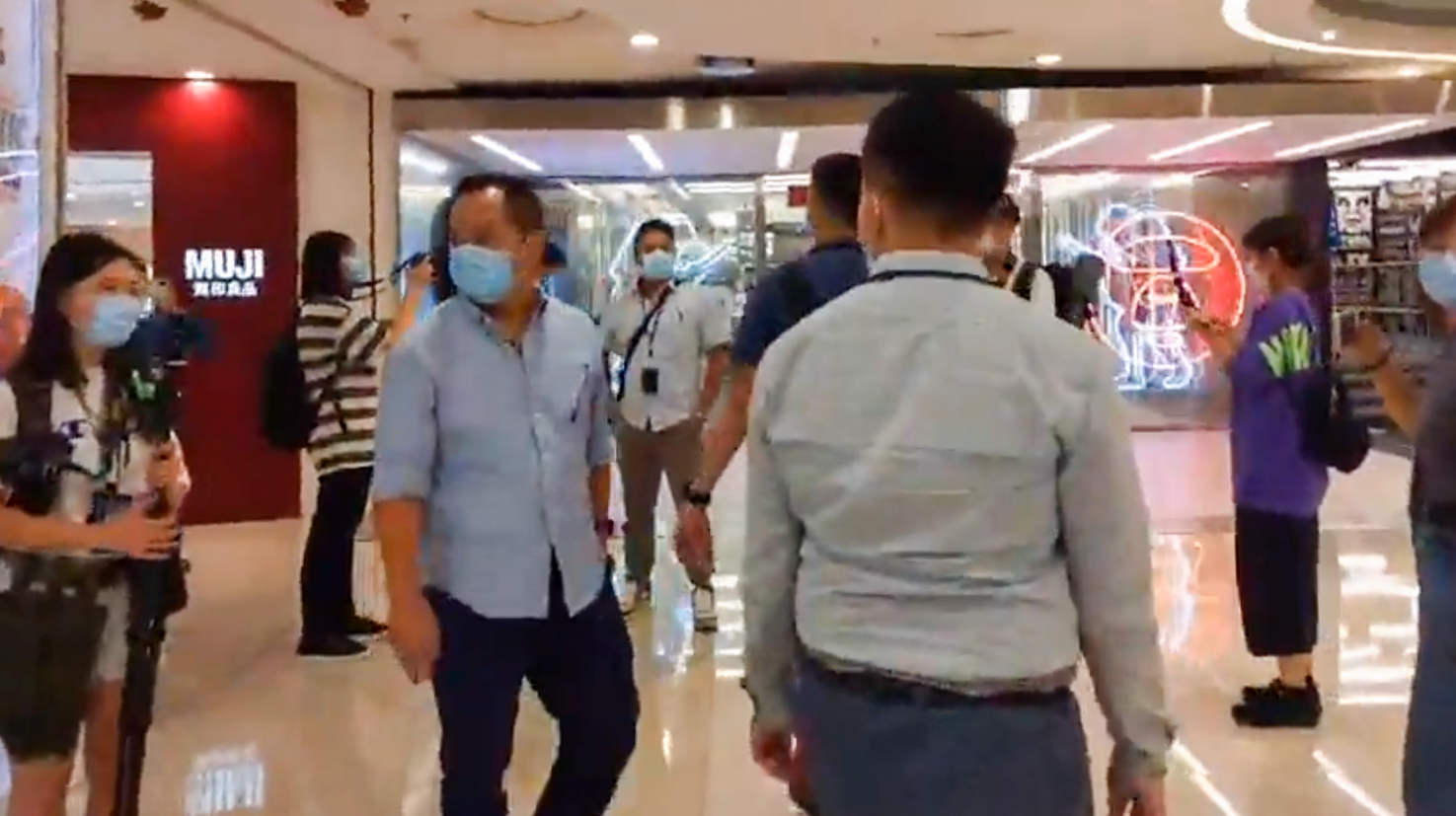
便衣警員在3樓搜查
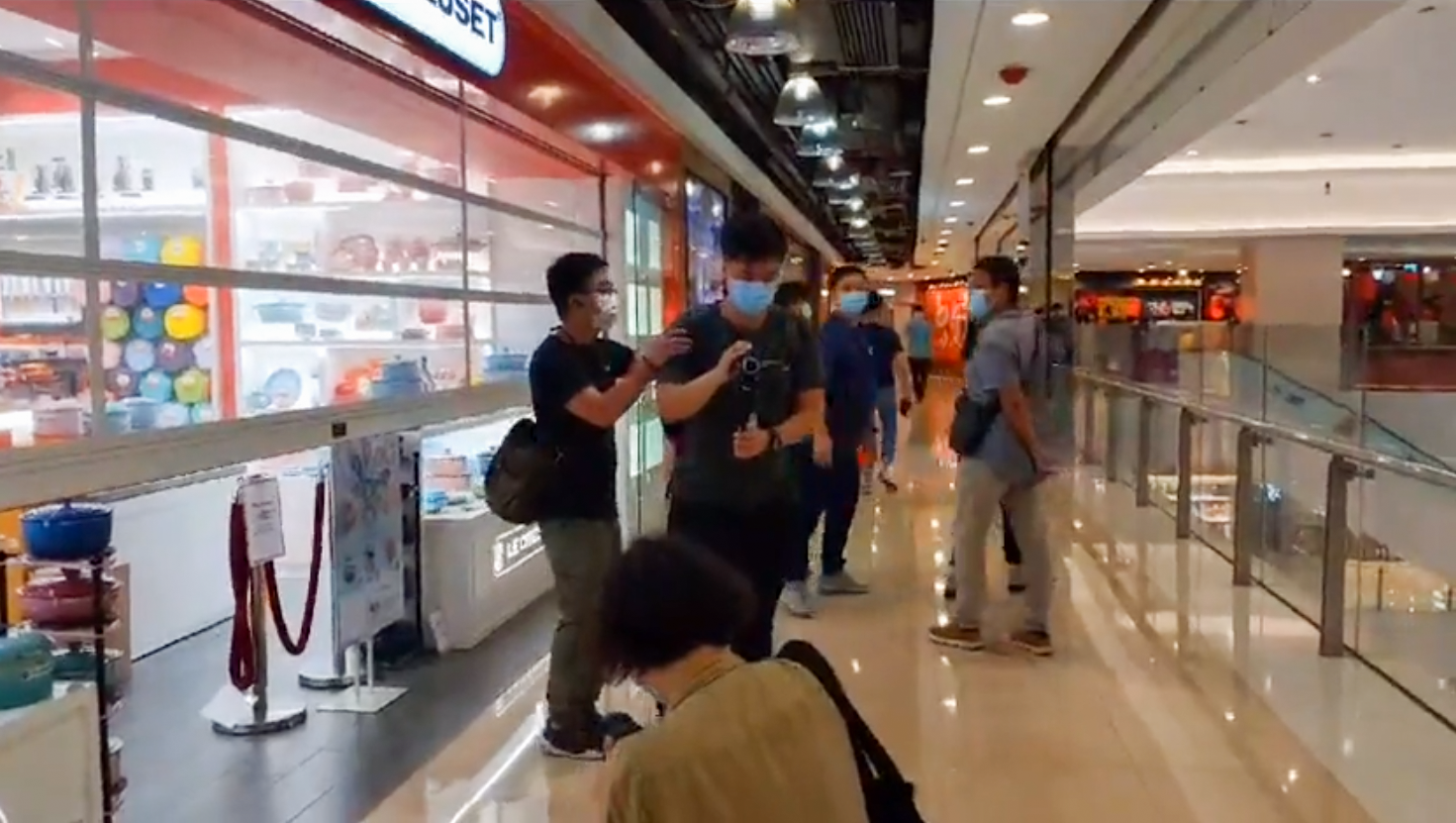
便衣警員近距離用攝錄機拍攝記者
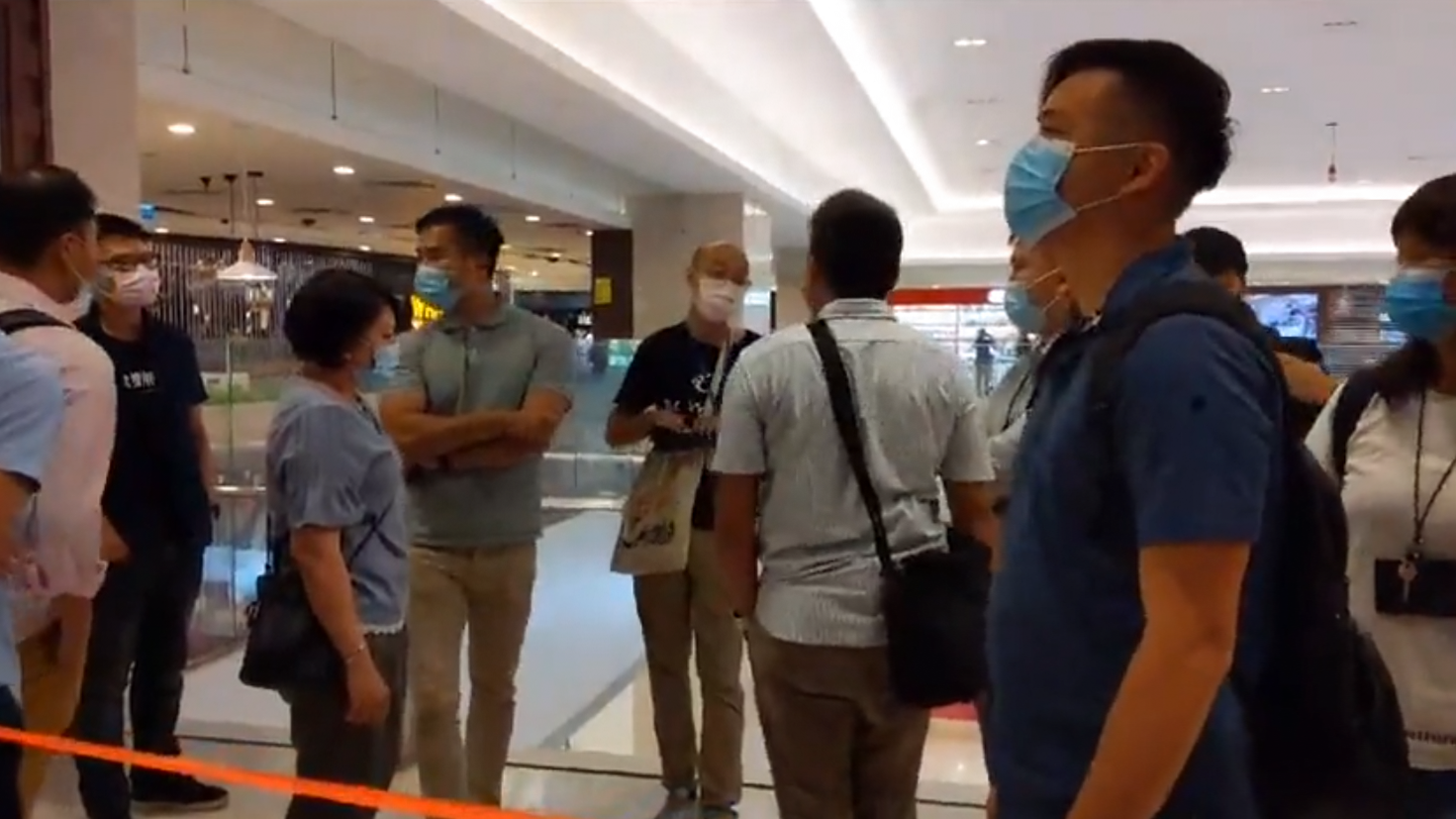
屯門區議員甄霈霖一度被搜查
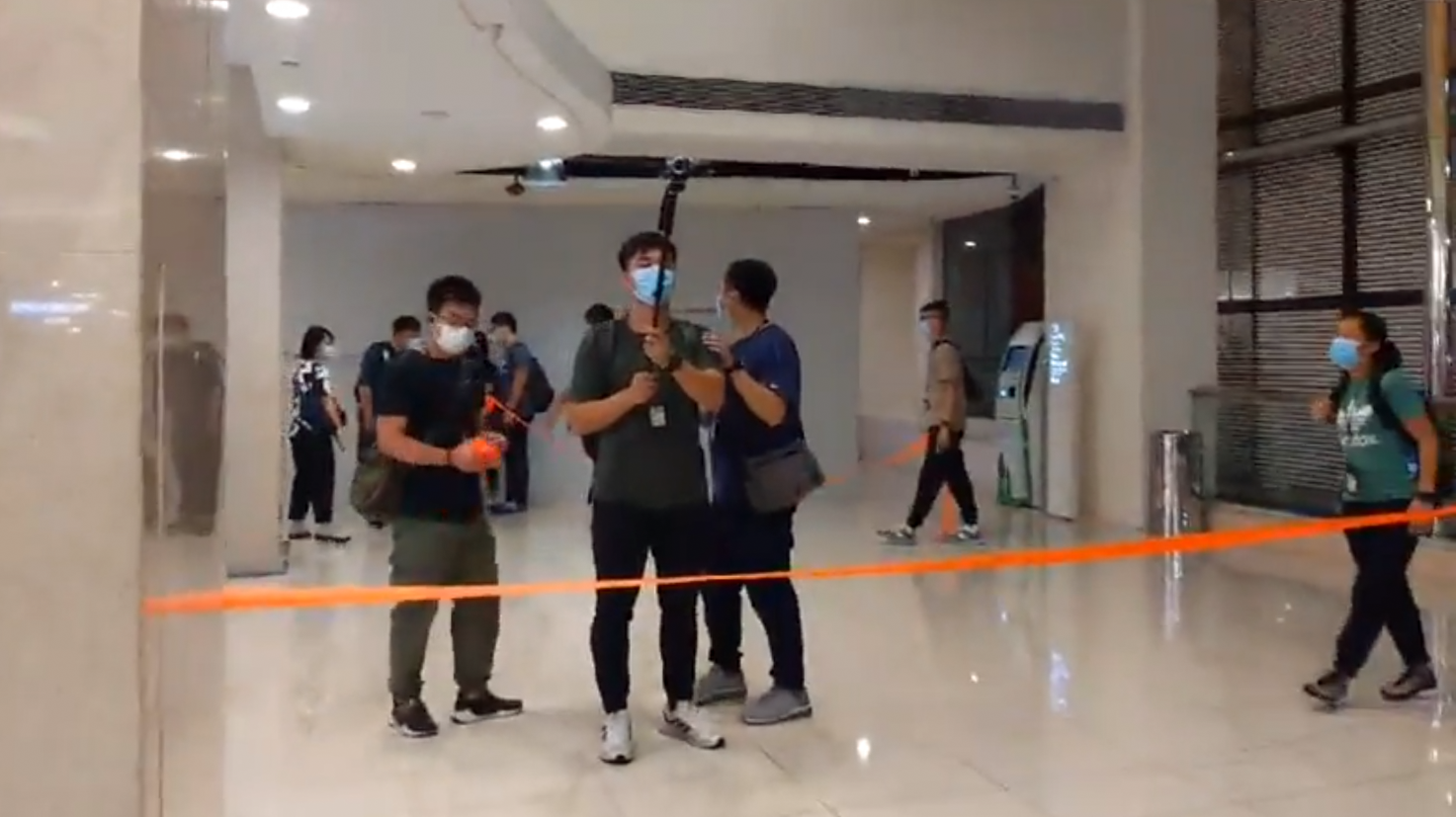
便衣警員在3樓拉起封鎖線

## 檢控
警方表示在旺角朗豪坊向23男6女發違反限聚令告票，年齡介乎15至53歲；同時在砵蘭街及山東街交界拘捕一名71歲男子，涉嫌襲警，他報稱受傷被送院治理。而警方在沙田新城市廣場向5男2女發出違反限聚令告票。

## 警方截查和濫用武力制服記者爭議
警員以記者沒有香港記者協會會員證、並非受薪記者、非傳媒名單上的記者或非政府新聞處認可媒體為由，在沙田和旺角截查大批記者。有網媒記者請求同事查證後獲得放行。其中旺角至少有14名網媒記者涉違反限聚令票控。一名身處行人路邊的理大編委記者更被數名警員用膝頭和警棍制服，並壓到地上，他膝頭及手肘擦損受傷，送往廣華醫院治理。理大學生會會長陳嘉禧批評警方無理傷害學生記者，絕不容忍打壓新聞自由的行為。理大編委會已經向警察投訴科落案，保留進一步法律追究權利。香港記者協會發聲明，強烈譴責警方濫用武力，並對警方濫發告票阻礙採訪表示不滿。